# ブラビア
ブラビア（BRAVIA)とは、ソニー（2014年7月まではソニー（初代法人）、2019年3月まではソニービジュアルプロダクツ、2021年3月まではソニーホームエンタテインメント&サウンドプロダクツ）から開発・発売されているデジタルハイビジョンテレビ及び法人向けディスプレイのブランド名。
本ブランド名は、日本国外においても用いられているが、本項では主に日本国内における製品について記載する。

## 概要
BRAVIAはBest Resolution Audio Visual Integrated Architectureの略称で、2005年8月にソニーの経営不振の主要な原因になっていたテレビ部門の復活をこめて、ブランド変更された。以前のブランド名はWEGAであった。一方、同社の業務用液晶カラービデオモニターのブランド名は「LUMA」（ルーマ）である。韓国サムスン電子との合弁会社S-LCD(韓国牙山市)で生産する液晶パネル及び液晶モジュールを使用することで、短期間で液晶テレビの供給体制を整えた。
2005年の年末商戦で成功し、シャープのシェアを圧迫するまでに売上が回復した。国内では「液晶はシャープ」のイメージが強く、AQUOSが圧倒的に強いが、海外ではソニーのブランド知名度の方が高く、2006年の液晶テレビ世界シェア（金額ベース）1位はソニーだった。
2007年にはフルスペックハイビジョンのラインナップ拡充が遅れたためシェアを落としたが、同年9月に市販品としては最大の70V型を含むフルHDの15製品を一挙に発売した。また、2008年3月にはソニー最小の16V型を発売した。
2008年2月26日にはソニーは、シャープが堺市の堺泉北臨海工業地帯に建設する液晶パネル工場（→シャープ堺工場）にソニーが資本参加すると発表した。新工場の建設と運営を堺ディスプレイプロダクト（SDP／シャープとソニーの合弁会社）が行なう形となる。ソニーはサムスンからの提携から撤退し、SDPから液晶パネルの供給を受ける。
リアプロジェクションテレビ（リアプロ）はフルスペックハイビジョンのSXRDパネルを採用し、色域や応答速度、コントラストを従来モデルより引き上げたAシリーズと透過型小型液晶パネルを使用した廉価版のEシリーズがあるが、2007年11月までに全機種生産終了し、ソニーは長年生産してきたリアプロから撤退した（2008年9月には、大手メーカーで最後までリアプロを製造していたビクターも撤退し、事実上日本国内からリアプロが消滅した。）。
TVCMには女優の北川景子を起用している。それ以前は女優の篠原涼子とミュージシャンの矢沢永吉を起用しており、篠原はV5およびEX700シリーズ、矢沢はF5、W5シリーズとモデルによって使い分けていた時期もあり、以降は川口春奈が起用されていた。また、2010 FIFAワールドカップオフィシャルテレビということもあって、サッカー日本代表・内田篤人（鹿島アントラーズ）を起用したCMもあった。
2018年10月より、ブラビアをはじめとするソニー製品は日立チェーンストールでも販売されている。
4K・8Kチューナー内蔵機種は「ACASチップ」を本体に内蔵しており、デジタル放送視聴時に必須となる「B-CASまたはmini B-CASカード」を紛失・損傷する心配が解消されている。なお4Kチューナー非搭載の40V型以上モデルは2017年限りで生産を完全終了（4K非対応の現行モデルは、フルサイズB-CASカードを用いる2025年発売パーソナルモデル「K-32W840」のみ。今後在庫品限りで販売を終了し、2026年以降は4K/8Kチューナー内蔵テレビのみの生産へ一本化予定）。4K非搭載大型テレビ生産からの完全撤退はソニーが国内大手メーカーで初となった。BDレコーダー一体型モデルと（モニター・チューナー分離型）無線伝送式「プライベートブラビア」は生産されておらず、小型の「ブラビアワンセグ」とBDプレーヤー一体型ポータブルブラビア「BDP-Z1」は2017年限りで販売を終了している。またFDKに生産委託していたソニーブランド乾電池は2019年7月限りで販売終了となったため、リモコン用お試し乾電池はパナソニック・マクセル・東芝ライフスタイルなどの他社より供給を受けている。
2022年以降発売機種はアナログAV入力端子が「映像・音声一体型ミニジャック」へ変更されたため、接続には市販の「RCAピンプラグ - 映像・音声一体型ミニジャック変換ケーブル」が別途必要。2024年以降モデル（XR90/80/70・A95L・X90L/80L・X75WL・A90K・X90K・X85K各シリーズ以降）はアナログAV入力端子が全廃され、HDMI端子のない従来型アナログ再生機器が接続できなくなっている。4K非対応ブラビアについても、2025年発売パーソナルモデル「K-32W840」は業界で初めてアナログAV入力端子を廃止した。
ソニー純正テレビ台（アンプ・スピーカー付き「ラックシアター」も含む）の生産はブラウン管テレビ終焉と共に終了したため、ソニー製品取扱店ではハヤミ工産（「TIMEZ」ブランド）・朝日木材加工などの他社製テレビ台を仕入れている（ソニー製ホームシアターシステム現行モデルは、サブウーハー付きシアターバーのみ）。
ブラビアリンクメニューで「音声をシアターから出す」を選んだ場合・テレビ本体のヘッドホン端子から音声が出力されないので、ヘッドホンの音を聴きたい場合は「音声をテレビから出す」を選ぶ。

## 特徴
高画質エンジン
2010年までは生産された大部分の機種に、アナログ映像からハイビジョン映像まで様々な映像信号をリアルタイムに解析し、高コントラストで精細感のある映像を作り出す『ブラビアエンジン』を搭載。2011年からはデジタル放送完全移行に合わせて、超解像技術を応用した新エンジン『X-Reality』を搭載し、上位モデルのみ『X-Reality』に「XCA7」チップを搭載した『X-Reality PRO』を採用する。後に、『X-Reality』プロセッサーと「XCA7」チップは『X-Reality PRO』プロセッサーに集積化、テレビの4K化に伴い『4K X-Reality PRO』へと進化。2015年からは4Kモデルを中心に『4K X-Reality PRO』、「トリルミナスディスプレイ」、「X-tended Dynamic Range」を統合した『X1』プロセッサーを搭載する。2016年のZ9Dシリーズよりフラッグシップモデル向けに『X1 Extreme』プロセッサーを搭載し、2017年モデルには『HDR X1』を殆どのモデルに搭載する。2018年には『X1 Extreme』の後継として『X1 Ultimate』を発表。2021年には脳のように処理する認知特性プロセッサー『XR』を発表した。
- 『ブラビアエンジン』 - 2010年モデルまで。

ブランド名変更に伴い、名称も『ベガエンジン』から『ブラビアエンジン』に変更。
- 『X-Reality』、『X-Reality PRO』 - 2011年モデル以降。

超解像技術搭載、画質の改善。2011年と2012年の上位モデルのみ『X-Reality』チップと「XCA7」チップとのデュアル構成による『X-Reality PRO』が搭載され、『X-Reality』の機能にデータベース型複数枚超解像処理機能が追加。
- 『X-Reality PRO』 - 2013年モデル以降。

『X-Reality PRO』の機能を1チップに集積化。処理速度の向上。ノイズ低減処理、「カラーマネジメント」が追加。
- 『4K X-Reality PRO』 - 2014年4Kモデル。

4K仕様に最適化、処理速度の向上。それ以外は『X-Reality PRO』に準ずる。
- 『8K X-Reality PRO』 - 2020年8Kモデル[注釈 2]。

8K仕様に最適化、処理速度の向上。それ以外は『X-Reality PRO』に準ずる。
- 『X1』 - 2015年、2016年4Kモデル。

『4K X-Reality PRO』、「トリルミナスディスプレイ」制御機能、「X-tended Dynamic Range」を1チップに集積化。処理速度の向上。後期ロットでは「X-tended Dynamic Range PRO」を搭載し、「Slim Backlight Drive」に対応。
- 『X1 Extreme』 - 2016年以降、Z9Dシリーズ、A1シリーズなどの4K液晶・4K有機ELテレビ上位モデルに搭載。

『X1』の後継チップ。『X1』比40%の処理速度向上、「Super Bit Mapping 4K HDR」、「HDRリマスター」、「デュアルデータベース解析」が追加。「Backlight Master Drive」対応。
- 『HDR X1』 - 2017年以降4Kモデル。

『X1 Extreme』のコストダウンチップ。「HDRリマスター」搭載。「Slim Backlight Drive+」対応。2021年モデルからは彩度/色相/明度を3次元で検出する「トリルミナス プロ」が搭載された。
- 『X1 Ultimate』 - 2018年以降、Z9Fシリーズ、A9Fシリーズなどの8K/4K液晶・4K有機ELテレビ上位モデルに搭載。

『X1 Extreme』の後継チップ。『X1 Extreme』比2倍の処理速度向上、8K HDRまでの映像処理能力を備える。「オブジェクト型超解像処理」が追加。「HDRリマスター」の強化、デュアルデータベース分析の「ノイズリダクション精度」の精度向上、「Netflix画質モード」、「CalMAN for ブラビア(オートキャリブレーション機能)」対応。
- 『XR』 - 2021年以降、A90Jシリーズ、X95Jシリーズなどの4K液晶・4K有機ELテレビ上位モデル（ブラビアXR）に搭載。映像・音響総合プロセッサー。

『X1 Ultimate』より処理性能を更に強化。流れている映像をリアルタイムにプロセッサーで解析し、特に視聴者が注目する部位を引き立たせるような高画質化処理を行う。
映像面では『XR Picture』と称し、彩度/色相/明度を3次元で検出する『XR トリルミナス Pro』・HDR信号などの10bit映像を14bit相当の階調表現にして出力する『XR Smoothing』の『XR Color』、高コントラストの『XR OLED Contrast Pro(有機ELモデル) 』『XR Contrast Booster(液晶モデル)』・HDR相当までアップコンバートする『XR HDR Remaster』の『XR Contrast』、超解像度技術の『XR Clarity』『XR 4K アップスケーリング』、残像感を低減する『XR Motion Clarity』を搭載。
音響面では『XR Sound』と称し、信号処理を浮動小数点（32bit-float）で行うようになり、歪みのないクリアな音を出力できるようになった。モノラル音声以外のあらゆる音源を5.1.2chに変換する『3Dサラウンドアップスケーリング』機能が追加され、ボイスズーム機能も人の声の特徴を検出して的確に母音・子音の違いを認識し、それぞれを適切に強調するアルゴリズムを搭載した『ボイスズーム2』となった。
高画質機能
大部分のモデルでは倍速液晶技術『モーションフロー』を搭載する。『モーションフロー』は、1/60秒(60i)のコマとコマとの間に発生する「ぼやけ」を補正して補間映像を生成する『IBリダクション機能』を業界で初めて搭載した。
また倍速液晶技術に関しては、1/60秒(60i)のコマとコマとの間に3コマの補間映像を生成し挿入する、世界初の4倍速液晶技術が2008年にBRAVIAに搭載され、現在も上位モデルを中心に普及している。
2018年モデルの液晶テレビからは『モーションフロー』の進化形として、倍速パネルとLEDバックライト制御(部分駆動制御+発光時間の最適化)を組み合わせた『X-Motion Clarity』を搭載している。有機ELテレビのX-Motion Clarityにおいては、有機ELパネルの発光エリアを高密度制御する形で2020年モデルのA9SとA8Hシリーズから搭載された。
一方で、4Kモデルの発売に合わせて「トリルミナスディスプレイ」と「X-tended Dynamic Range」を搭載している。
さらにLEDバックライト制御機能では、エッジ型には「Slim Backlight Drive+」が、直下型を採用したZ9シリーズには「Backlight Master Drive」を搭載している。
高音質機能
- アコースティックサーフェス - 2017年以降の有機ELモデル。

A1シリーズ以降の全ての有機ELテレビのモデルに搭載。2019年モデルより「アコースティックサーフェスオーディオ」に改称。A9Gシリーズには上位の「アコースティックサーフェスオーディオ+」が搭載される。2021年モデル以降は「アコースティックサーフェスオーディオ+」を搭載。
最大の特徴は、アクチュエーターとサブウーファーを使用してパネル全体が振動してスピーカーユニットとして機能する点である。他社も同様の方法を採用しているが、ソニーは過去にフルコンデンサー型スピーカー「SS-R10」やサウンティーナ「NSA-PF1」を開発・発売した実績があり、これらのノウハウが生かされている点が他社と大きく異なる。
- アコースティックマルチオーディオ - 液晶モデル。

その他の機能
全シリーズ共通のユーザーインターフェイスとしては、クロスメディアバー（XMB）の採用が特徴。当初は2005年9月に発売されたXシリーズのみに採用され、携帯電話のような折りたたみ形のリモコンも特徴であったが、2006年9月に発売されたX2500シリーズではこれらのものを廃止し、使いやすさや見やすさを重視した 新シンプルリモコン が採用されている。その後、2007年4月に発売されたJ3000/J5000シリーズからクロスメディアバーが復活し全シリーズに採用されるようになったが、2011年春モデルからは再び廃止され、新しいUIが採用された。2007年9月以降に発売された一部機種には、無線通信を使用し画面に向けなくても操作できる「おき楽リモコン」が付属している。
2015年モデルからはGoogleのテレビ向けOSである「Android TV」を搭載し、マイク内蔵リモコンまたはテレビ本体に直接話しかけることによる音声検索やGoogle Playストアによるアプリの追加、Chromecast(旧Google Cast)接続が簡単にできるようになった。Android TV搭載で「チャンネルポン」は廃止されたが、2017年モデルから復活し、2016年秋モデルのみ2017年6月のOSアップデートで対応した。また、2018年モデルから搭載されているGoogleアシスタントはAndroid TVを搭載した2017年モデル及び2016年モデルの一部（Z9D/X8300D/X7000Dのみ）にも2018年9月にソフトウェアアップデートによる機能追加によって搭載されるようになり、Amazon Alexaは2018年秋モデルのA9F/Z9Fシリーズに加え、Android TV搭載の2016年以降のモデル（2016年モデルはZ9D/X8300D/X7000Dのみ）でも2018年10月のソフトウェアアップデートにより対応する（アップデート完了後、ホーム画面に「Amazon Alexa 連携設定」アプリが表示されるようになる）。
シャープの「亀山モデル」に対抗して「稲沢モデル」を名乗ったり（後述）、ワンセグ対応携帯電話でも「AQUOSケータイ」に対抗して「BRAVIAケータイ」を発表したりと、「AQUOS」を意識している傾向が見られる。
なお、地上デジタルテレビジョン放送非対応機のみが最後まで生産されていたトリニトロンカラーテレビが2007年4月に生産を終了したため、ソニーはブラウン管テレビおよび地デジ非対応テレビがラインアップから消滅した。また、WEGAブランド時代はプラズマテレビの販売もしていたが、BRAVIAブランドのプラズマテレビはラインアップされていない。
ソニーは4K UHDが主力製品になる前は37型及び42型の代わりに40型を販売していた(途中からは競合他社もこの傾向がみられた)。またかつては衛星アンテナとアンテナ周辺部品（アンテナプラグ・分配器など）を自社生産しており、ブラビアカタログにもソニーブランドの衛星アンテナと分配器などが掲載されていた。しかし赤字拡大などによるリストラや組織再編の一環として2014年までにソニーはアンテナとその周辺部品生産より撤退。ブラビアカタログからソニーブランドアンテナは消え、ソニーショップへ供給される衛星アンテナとアンテナ周辺部品は（マスプロ電工・日本アンテナ・サン電子・DXアンテナなどの）他社製品へと変わっている。

## 型番法則
2024年モデル以降の型番法則は、以下のとおりである。
ブラビアXR
XRJ-画面サイズ+シリーズを表す1文字のアルファベットと2桁の数字（A90系は4K UHD 有機ELパネル搭載の最上位機、A80系は4K UHD 有機ELパネル搭載の上位機、X90系は4K UHDパネル搭載の上位機）+世代を表すアルファベット（2013年春モデル以降の型番法則からの続きとなっており、2023年モデルは"L"である）。
ブラビア
K-画面サイズ+シリーズを表す2文字のアルファベットと2桁の数字。2024年モデルで世代を表すアルファベットが付かなくなった。

### 過去の型番法則
2021年春モデル～KJ-画面サイズ+シリーズを表す1文字のアルファベットと1桁または2桁、3桁、4桁の数字（A9系は4K UHD 有機ELパネル搭載の最上位機、A1/8系は4K UHD 有機ELパネル搭載の上位機、Z9系は8K UHDまたは4K UHDパネル搭載の最上位機、X90/X9000系は4K UHDパネル搭載の上位機、X80/X8000系は4K UHDパネル搭載の中位機、X7000系は4K UHDパネル搭載の普及機、W800系はハイビジョンの上位機、W700系はハイビジョンの中位機、W500系はハイビジョンの普及機）+世代を表すアルファベット（2013年春モデル以降の型番法則からの続きとなっており、2015年モデルは"C"、2016年モデルは"D"、2017年モデルは"E"、2018年モデルは"F"、2019年モデルは"G"、2020年モデルは"H"、2021年モデルは"J"、2022年モデルは"K"、2023年モデルは"L"である。）。法人向けモデルは個人向けモデルの型番に"/BZ"が付記される。
法人向けの液晶モニターはテレビと同じ型番法則に準じるが、最初の2文字が"FW"となる。
2013年春モデル～（ハイビジョンモデル）KDL-画面サイズ+W+シリーズを表す3桁の数字（900系は最上位機、800系は大型の上位機、700系は中型の上位機、600系は普及機、500系は中型の普及機）+世代を表すアルファベット
（4K UHDパネル搭載モデル）KD-画面サイズ+X+シリーズを表す4桁の数字（9000系は最上位機、8000系は上位機）、9200シリーズ以降の機種では世代を表すアルファベット（2013年モデルは"A"、2014年モデルは"B"）が付記される。
2010年春モデル～KDL-画面サイズ+シリーズを表すアルファベット（LXは3D対応4倍速機、HXは3Dメガネは付属しない3D対応高画質4倍速機、NXはモノリシックデザイン4倍速機、EXは普及機、BXは32型以下のHDD搭載機、CXは小型機）+シリーズを表す数字（9は最上位機、8は上位機、7はLED搭載の普及機、5は普及機、4は2011年春モデルの小型機、3は2010年春モデルの小型機）+世代を表す数字（2010年春～夏発売のモデルは0、2010年秋発売のモデルは1、2011年春発売のモデルは2、2012年春発売のモデルは5）+録画機能、スピーカーを表す数字（0は録画非対応またはUSBHDD録画対応モデル、HはHDD搭載モデル、RはHDD+BD搭載モデル、Sは大型スピーカー搭載モデル）
2008年春モデル～KDL-画面サイズ+シリーズを表すアルファベット（XRは最上位機、Xは上位機、Wは4倍速対応高画質機、Fは高画質機、Vは普及機、Jは小型機、Mは超小型機）+世代を表す数字（2008年発売のモデルは1、2009年発売のモデルは5）
2007年春モデル～KDL-サイズ+シリーズを表すアルファベット（Xは最上位機、Wは上位機、Vは主力機、Sは普及機、Jは小型機中心の最下位機）+シリーズを表す数字（受注生産モデルは7000、倍速搭載モデルは5000、倍速非搭載モデルは3000）
2005年秋モデル～（液晶）KDL-サイズ+シリーズを表すアルファベット（Xは最上位機、Vは主力機、Sは普及機、Jは小型機）+世代を表す数字（2005年秋発売のモデルは1000、2006年春発売のモデルは2000、2006年秋発売のモデルは2500）
2005年秋モデル（リアプロジェクション）KDF-サイズ+シリーズを表すアルファベット（2005年秋モデルのリアプロはE）+世代を表す数字（2005年秋モデルは1000）
2006年秋モデル（リアプロジェクション）KDS-サイズ+シリーズを表すアルファベット（2006年秋モデルのリアプロはA）+世代を表す数字（2006年秋モデルは2500）

## 現在のラインアップ
ブラビアは2025年5月現在、32V型/43V型/48V型/50V型/55V型/65V型/75V型/77V型/85V型/98V型の10サイズがある。画面解像度は32V型はHDとFull HD、43V型～77V型と98V型は4K UHD、85V型は4K UHDと8K UHDの2種類となる。
2024年モデル（A95L/XR90/XR80/XR70シリーズ）及び2025年モデルのXR50シリーズ共通の特徴として、「ボイスズーム」は本モデルで人の声のみをAIで検出することで声の明瞭度を向上させるAIサウンドセパレーション機能が搭載され、対応サウンドバーとの接続にも対応した「ボイスズーム3」へ変更。画質モードは従来からのSONY PICTURES CORE（BRAVIA COREから2024年4月18日にリブランド）とNetflixに加えてPrime Videoにも対応した「ブラビア スタジオ画質モード」へ強化。無線LANはWi-Fi 6Eにも対応した。リモコンのネット動画ボタンの配列が一部変更となり、「My BRAVIA」ボタンがネット動画ボタンから独立して「テレビ」ボタンの真下へ移動されたことに伴い、ABEMAを4段目左側・YouTubeを4段目右側にそれぞれ移動、3段目左側にブラビアでは初となるFODが追加された。ゲーミング機能では「Dolby Vision Gaming」と「PSリモートプレイ」に対応した。
なお、個人向けモデルと同一のラインアップでホテル/旅館の客室、デジタルサイネージ運用などに向けた法人向けモデルがあり、後述するディスプレイモデルのBZ35F/BZシリーズ・8KテレビのKJ-98Z9G/BZ同様に、専用機能として「Proモード」やHTML5が搭載されるほか、3年間保証が標準付帯され、専用電話窓口の利用が可能となる。
- A95Lシリーズ（ブラビアXR） - A95Kシリーズ後継の4K UHD・有機ELフラッグシップモデル。海外では2023年に先行発売、日本では2024年モデルとして発売された。赤・緑・青がそれぞれ独立して発光する有機ELパネル「QD-OLED」が採用され、ピーク輝度を向上するとともに、広視野角化。音質面では低周波のゆがみの軽減を図るためサブウーファーが改善された。スタンド形状が変更となり、スタンドの取り付け位置を変えることでサウンドバー（英語版）を設置するスペースが出現する「サウンドバースタイル」との2wayとなった。

XRJ-65A95L (65V型)
XRJ-55A95L (55V型)
- A90Kシリーズ（ブラビアXR） - A9S後継の4K UHD・有機ELフラッグシップコンパクトモデル。A95Kシリーズと同じくプロセッサー「XR」を搭載しており、音質面ではソニー製の対応サウンドバーと接続したときにテレビがセンタースピーカーとして働く「Acoustic Center Sync」に対応。「ボイスズーム」は2021年モデルで導入された「ボイスズーム2」となった。ネット動画機能はGoogle TV機能に変わり、A9Sでは不可だったハンズフリーでの音声操作・検索が可能となり、ブラビアXRとなったことで専用コンテンツサービス「BRAVIA CORE」に対応。リモコンの「ネット動画」ボタンはA9Sの6つから8つに増え、「TSUTAYA」に替わって「Prime Video」・「Disney+」・「My BRAVIA」が追加され、「ABEMA（A9Sは旧名称のABEMA TV表記）」は「U-NEXT」の下へ移動された。A95Kシリーズに搭載されているPlayStation 5との連携機能（オートHDRトーンマッピング・コンテンツ連動画質モード）が備わり、4K/120fps・VRR（可変リフレッシュレート）・ALLM（自動低遅延モード）に対応した。スタンドは標準ポジションとサウンドバー・デスクトップパソコン・ゲーム関連機器の設置に配慮したハイポジションに対応する2-Wayの「マルチポジションスタンド」となった。別売の専用カメラ「BRAVIA CAM」との連携も可能である。サイズラインナップはA9Sと同じ48V型に加え、ソニー製の有機ELテレビで最小サイズとなる42V型が加わり、2サイズとなった。

XRJ-48A90K (48V型)　
XRJ-42A90K (42V型)
- XR90シリーズ（ブラビア9） - X95Lシリーズ後継の4K UHD・mini LED搭載液晶フラッグシップモデル。ピーク輝度やLEDバックライトの分割数が向上されたことで、「XR Contrast Booster」の数値がX95Lシリーズの"20"から"30"へ向上された。スタンドが改良され、スタンド内側時でもサウンドバースタイルが可能となったことで4-Wayとなった。

K-85XR70 (85V型)
K-75XR70 (75V型)
K-65XR70 (65V型)
- XR80シリーズ（ブラビア8） - A80Lシリーズ後継の4K UHD・有機ELスタンダードモデル。ピーク輝度の向上に伴って高コントラスト機能が「XR Contrast Booster 15」へ変更。「Acoustic Surface Audio+」は構成が変わり、サブウーファーは1つに減らして中央に配置、アクチュエーターも2つに減らしてサブウーファーを挟むように左右に配置され、音の広がりを強化するため、左右両端にトゥイーターが追加された。XR90シリーズ同様にスタンドが改良され、スタンド内側時でもサウンドバースタイルが可能となったことで4-Wayとなった。

K-77XR80 (77V型)
K-65XR80 (65V型)
K-55XR80 (55V型)
- XR70シリーズ（ブラビア7） - X90Lシリーズ後継の4K UHD・液晶プレミアムモデル。LEDバックライトがXR90シリーズと同じmini LEDとなり、「XR Backlight Master Drive（XR バックライト マスタードライブ）」が搭載されたことでより細かい範囲のコントロールが可能となったほか、「XR Contrast Booster」の数値がX90Lシリーズの"10"から"20"へ向上された。XR90/XR80シリーズ同様にスタンドが改良され、スタンド内側時でもサウンドバースタイルが可能となったことで4-Wayとなった。サイズラインナップにX90Kシリーズ以来の設定となる55V型が追加され、4サイズとなった。

K-85XR70 (85V型)
K-75XR70 (75V型)
K-65XR70 (65V型)
K-55XR70 (55V型)
- XR50シリーズ（ブラビア5） - X85Lシリーズ後継の4K UHD・液晶スタンダードモデル。LEDバックライトがXR90/XR70シリーズと同じmini LEDとなったほか、プロセッサー「XR」の搭載に伴い、画質面では「X-tended Dynamic Range」は「XR Contrast Booster 10」に、「HDRリマスター」は「XR HDR Remaster」に、「TRILUMINOS PRO」は「XR Triluminos Pro」に、「4K X-Reality PRO」は「XR 4K Upscaling」に、「X-Motion Clarity」は「XR Motion Clarity」にそれぞれ変更され、「XR Smoothing」・「XR Super Resolution（XR スーパー レゾリューション）」・「XR Clear Image」を追加。音質面では「3D Surround Upscaling」が追加された。併せて、XR70シリーズに準じてスピーカーは画面上部にサウンドポジショニング トゥイーターを追加して4スピーカーへ強化され、音響技術「Acoustic Multi-Audio（アコースティック マルチ オーディオ）」やサウンドバー接続時にテレビがセンタースピーカーとして機能する「Acoustic Center Sync（アコースティック センター シンク）」に対応した。サイズラインナップにX85Kシリーズ以来となる75V型が復活、家庭用ブラビアでは初設定となる98V型を追加し、4サイズとなった。なお、75V型以下のサイズではスタンドがサウンドバースタイルにも対応する2-Wayとなった。

K-98XR50（98V型)　※2025年6月28日発売予定
K-75XR50（75V型） ※2025年6月7日発売予定
K-65XR50（65V型） ※2025年6月7日発売予定
K-55XR50（55V型） ※2025年6月7日発売予定
- X90Lシリーズ（ブラビアXR） - X90Kシリーズ後継の4K UHD・液晶上位モデル。X95Lシリーズ同様に「XR Clear Image」を搭載。超狭額フレームの「Seamless Edge」が採用され、A80L・X95Lシリーズ同様に「エコメニュー」や「ゲームメニュー」も搭載された。サイズラインナップは50V型と55V型が無くなり、X95Lシリーズ同様に65V型以上の大画面専用シリーズとなった。

XRJ-85X90L (85V型)
XRJ-75X90L (75V型)
XRJ-65X90L (65V型)
- X90Kシリーズ（ブラビアXR） - X90Jシリーズ後継の4K UHD・液晶上位モデル。高輝度技術「XR Contrast Booster（XR コントラスト ブースター）」は55V型以上のサイズでX90Jシリーズの"5"から"10"に向上。音質面では対応サウンドバーと接続したときにテレビがセンタースピーカーとして働く「Acoustic Center Sync」に対応。リモコンはX95Kシリーズ同様に「ネット動画」ボタンの「TSUTAYA」が「Disney+」へ置き換わり、「Googleアシスタント」ボタン右側にあった「レコーダーホーム」ボタンが「チャンネル」ボタンの下へ移動となり、新たに「操作/録画」ボタンを追加。別売の専用カメラ「BRAVIA CAM」との連携に対応した。サイズラインナップは新たに85V型が追加されたことで5サイズとなった。

XRJ-85X90K (85V型)
XRJ-75X90K (75V型)
XRJ-65X90K (65V型)
XRJ-55X90K (55V型)
XRJ-50X90K (50V型)
- X85Kシリーズ - X85Jシリーズ後継の4K UHD・液晶ミドルモデル。ハンズフリーでの音声操作・検索が可能となったほか、リモコンはX95Kシリーズ・X90Kシリーズ同様に「ネット動画」ボタンの「TSUTAYA」が「Disney+」へ置き換わり、「Googleアシスタント」ボタン右側にあった「レコーダーホーム」ボタンが「チャンネル」ボタンの下へ移動となり、新たに「操作/録画」ボタンを追加。別売の専用カメラ「BRAVIA CAM」との連携に対応した（自動画音質調整機能は非対応）。サイズラインナップは65V型と75V型が無くなり、3サイズ展開となった。

KJ-55X85K (55V型)
KJ-50X85K (50V型)
KJ-43X85K (43V型)
- X80Lシリーズ - X80Kシリーズ後継の4K UHD・液晶スタンダードモデル。X85Lシリーズ同様にX80Kシリーズでは対応されていなかったコンテンツサービス「BRAVIA CORE（現:SONY PICTURES CORE）」に対応。A80L・X95L・X90L・X85Lシリーズ同様に「エコメニュー」や「ゲームメニュー」が搭載された。サイズラインナップは85V型が追加され、6サイズとなった。

KJ-85X80L (85V型)
KJ-75X80L (75V型)
KJ-65X80L (65V型)
KJ-55X80L (55V型)
KJ-50X80L (50V型)
KJ-43X80L (43V型)
- X75WLシリーズ - X80WKシリーズ後継の4K UHD・液晶スタンダードモデル。高画質プロセッサーがX80WKシリーズの「HDR X1」から「X1」にグレードダウンされたことで「HDRリマスター」や「TRILUMINOS PRO」が非搭載化された一方、A80L・X95L・X90L・X85L・X80Lシリーズ同様に「エコメニュー」や「ゲームメニュー」が搭載された。

KJ-75X75WL (75V型)
KJ-65X75WL (65V型)
KJ-55X75WL (55V型)
KJ-50X75WL (50V型)
KJ-43X75WL (43V型)
- Z9H -  2020年2月に発表された、8K UHD・液晶フラッグシップモデル。最高峰モデル「MASTER Series」に属する。「ブラビア」の日本国内向けで初となる8K UHDモデルで、2019年発売の海外向けZ9Fシリーズをベースに、BS8K/BS4K/110度CS4Kチューナーの搭載、高画質プロセッサー「X1 Ultimate」の8Kテレビへの対応化（「8K X-tended Dynamic Range PRO（エクステンディッド ダイナミックレンジ プロ）」や「8K X-Reality PRO」を搭載）、自動音場補正機能などを追加した日本向けモデルとなっている。BS8Kダブルチューナーが搭載され、別売りのUSBハードディスクを接続してBS8K放送の裏番組録画も可能（なお、1基を視聴専用としているため、BS8K放送の2番組同時録画は不可。地上・BS・110度CSデジタル放送やBS・110度CS4K放送を録画する場合も同様）。Z9Dシリーズに搭載されていたバックライト技術「Backlight Master Drive」は8Kパネル向けに最適化。また、「ブラビア」の液晶モデルで初めて、シアターシステムを組み合わせる際にテレビがセンタースピーカーの役割を果たす「センタースピーカーモード」に対応。リモコンはA9Fシリーズと同じだが、「アプリ」のダイレクトボタンがIMAX Enhancedコンテンツを配信するTSUTAYA TVが起動される「TSUTAYA」に変更（同時に「AbemaTV(現・ABEMA)」のダイレクトボタンが「TSUTAYA」の下の位置に移動）、自動音場補正機能も搭載された。HDMI 2.1規定機能のeARC・8K/60p信号・4K/120p信号に対応。

KJ-85Z9H (85V型)
- W840シリーズ - 32V型フルハイビジョンモデル。32V型以下の一般向け（民生用）フルハイビジョンモデルの発売はW730Eシリーズ以来約8年ぶりとなる。ビデオ入力端子がなくなる以外、主要機能はW500Eシリーズと同等で、年間消費電力量がW500Eシリーズに比べて低減（W500E:76kWh/年 → W840:71kWh/年）されたことで、2026年度省エネ基準を達成した（2026年度達成率102%）。

K-32W840 (32V型)
- W500Eシリーズ - 2017年8月に発表された、W500Cシリーズ後継のハイビジョンモデル。電源オフ状態からリモコンのチャンネルボタンを押すことで、押したチャンネルに選局された状態で電源が入る「チャンネルポン」や全体の音量を変えずに声の音量だけを大きくする「クリアボイス」が搭載され、録画機能には「ジャンル検索予約」が追加された。なお、ハイビジョン（HD）で且つ、32V型以下の一般向け（民生用）の小型機種（パーソナルモデル）は本シリーズを残すのみとなっている。

KJ-32W500E (32V型)

### 法人向けモニター・テレビ
- BZ53Lシリーズ - 2024年6月に発売された法人向け4K UHDモニターのフラッグシップモデル（チューナー非搭載）。BZ40Lシリーズで採用されている「ディープブラック・ノングレアコーティング」が施された。それ以外の機能は後述するBZ50Lシリーズに準じる。サイズは「ブラビア」の現行モデル内で最大サイズとなる98V型のみの設定となる。

FW-98BZ53L (98V型)
- BZ50Lシリーズ - 2023年7月に発売されたBZ40J/BZシリーズ後継の法人向け4K UHDモニターのフラッグシップモデル（チューナー非搭載）。ピーク輝度の向上により、高輝度技術の「XR Contrast Booster」の数字がBZ40J/BZシリーズの"5"から"10"へ向上。BZ50Lシリーズ同様、サイズは「ブラビア」の現行モデル内で最大サイズとなる98V型のみの設定となる。

FW-98BZ50L (98V型)
- BZ40Lシリーズ - 2023年7月に発売されたBZ40H/BZシリーズ後継の法人向け4K UHDモニターのプレミアムモデル（チューナー非搭載）。アンチグレアに加えて反射光自体を低減させるローリフレクションを組み合わせた「ディープブラック・ノングレアコーティング」が施され、「トリルミナスディスプレイ」が「TRILUMINOS　PRO」へ強化された一方、BZ40H/BZシリーズに搭載されていた「X-tended Dynamic Range」、「X-Motion Clarity」、倍速駆動パネルを非搭載化。スピーカーはサイズを問わず「X-Balanced Speaker」へ統一された。正面ベゼル中央に配置されていた「SONY」ロゴを側面の目立たない位置に移動された。

FW-85BZ40L (85V型)
FW-75BZ40L (75V型)
FW-65BZ40L (65V型)
FW-55BZ40L (55V型)
- BZ40H/BZシリーズ - 2020年に発表・発売された法人向け4K UHDディスプレイモデル（チューナー非搭載）。映像全体を小さいブロックに分けて、明るいシーンのLEDのみを点灯させる「直下型LED部分駆動」とバックライトの明るい部分に最大で2倍の電流を集中させて表現可能な輝度の幅を拡大させる「X-tended Dynamic Range」の搭載によりコントラストを高め、LEDバックライトの発光をエリアごとに高密度な制御を行って発光時間を最適化することで動きが速い映像でも明るさを保持したままでくっきりと描く「X-Motion Clarity」を搭載。音質面ではフルレンジスピーカーとサウンドポジショニングトゥイーターで構成された「Acoustic Multi-Audio」、「X-Balanced Speaker」、デジタルアンプ「S-Master」、音響特性補正機能「Clear Phase」が搭載され、「ドルビーアトモス」に対応。また、BZ35F/BZシリーズでは画面下中央に配置されていた「SONY」ロゴを側面の目立たない位置へ移動された。その他、Wi-Fiの5GHz帯（IEEE802.11a/n/ac）やBluetoothにも対応した。サイズラインナップは55V型からの大型サイズのラインナップとなった。

FW-85BZ40H/BZ (85V型) ※生産完了
FW-75BZ40H/BZ (75V型)
FW-65BZ40H/BZ (65V型)
FW-55BZ40H/BZ (55V型)
- BZ35Lシリーズ - 2023年7月に発売された法人向け4K UHDモニターのスタンダードモデル（チューナー非搭載）。使用する液晶パネルに550cd/m2の高輝度4K UHDパネルが採用されている点以外は後述するBZ30Lシリーズに準じる。サイズは65V型と55V型の大型2サイズのみとなる。

FW-65BZ35L (65V型)
FW-55BZ35L (55V型)
- BT30K/BZシリーズ - 2022年7月に発表された法人向け4K UHDエントリーモデルで、後述するBZ30J/BZシリーズをベースにテレビチューナー（地上/BS・110度CSデジタル/BS4K・110度CS4K、視聴専用1基と録画専用2基のトリプルチューナー）を内蔵し、自動音場補正（部屋環境補正）を追加で搭載。BZ35J/BZシリーズ同様に「Flush Surface」を採用している。

FW-75BT30K/BZ (75V型)
FW-65BT30K/BZ (65V型)
FW-55BT30K/BZ (55V型)
FW-50BT30K/BZ (50V型)
FW-43BT30K/BZ (43V型)
- BZ30Lシリーズ - 2023年に発売されたBZ30J/BZシリーズ後継の法人向け4K UHDモニターのスタンダードモデル（チューナー非搭載）。正面ベゼル中央に配置されていた「SONY」ロゴを側面の目立たない位置に移動された。サイズラインナップに85V型が追加され、6サイズとなった。

FW-85BZ30L (85V型)
FW-75BZ30L (75V型)
FW-65BZ30L (65V型)
FW-55BZ30L (55V型)
FW-50BZ30L (50V型)
FW-43BZ30L (43V型)
- BZ30Jシリーズ - 2021年6月に発表された法人向け4K UHDモニターのエントリーモデル（チューナー非搭載）。倍速駆動パネル・「モーションフローXR240」・「X-Balanced Speaker」が非搭載となる点と「Flush Surface」が非採用となる点を除いてはBZ35J/BZシリーズと共通。2024年4月に小型モデルの32V型（一般向けのW500Eとは異なり、4K UHD仕様）の型名が変更となり、"/BZ"の表記が無くなった。ACアダプターが同梱されているが、背面に収納するためのホルダーが装備されている。

FW-32BZ30J (32V型)
- EZ20Lシリーズ - 2024年1月に発売された4K UHDモニターのエントリーモデル（チューナー非搭載）。4K高画質プロセッサーに「X1」を搭載しており、色補正機能の「ライブカラー」を搭載。標準付帯する3年保証が毎日16時間以内の連続稼働が対象となる。

FW-55EZ20L (55V型)
FW-50EZ20L (50V型)
FW-43EZ20L (43V型)

## 過去のモデル

### 2005年秋(1000シリーズ)
XMBや折りたたみリモコン、ベガゲートなどは液晶WEGAから引き継がれている。
- X1000シリーズ - 初代BRAVIAの最上位モデル。XMB搭載

KDL-46X1000 (46V型)
KDL-40X1000 (40V型)
- V1000シリーズ - 初代BRAVIAの主力モデル。ベガゲート搭載。

KDL-40V1000 (40V型)
KDL-32V1000 (32V型)
- S1000シリーズ - 初代BRAVIAの普及モデル。ベガゲート搭載。

KDL-40S1000 (40V型)
KDL-32S1000 (32V型)
- E1000シリーズ - 透過型LCDパネルを3枚搭載し(3LCD)、美しく迫力のある大画面が省電力・省スペース・低価格で楽しめる液晶プロジェクションテレビ。ベガゲート搭載。

KDF-50E1000 (50V型)
KDF-42E1000 (42V型)

### 2006年春(2000シリーズ)
この機種から「新シンプルリモコン」が登場しXMBやベガゲートなどのナビゲーション機能は排除された。
- V2000シリーズ -

KDL-46V2000 (46V型)
KDL-40V2000 (40V型)
KDL-32V2000 (32V型) (32V型はフルHDパネル未搭載）
- S2000シリーズ

KDL-46S2000 (46V型)
KDL-40S2000 (40V型)
KDL-32S2000 (32V型)
KDL-26S2000 (26V型)
KDL-23S2000 (23V型)
KDL-20S2000 (20V型)

### 2006年秋(2500シリーズ)
- X2500シリーズ - 「ライブカラークリエーション」や「ブラビアエンジンプロ」をはじめ、ソニーの高画質技術が惜しみなく投入されたフラッグシップモデル。D5端子を搭載。「フルHDパネル」を搭載。また環境に応じて6色のボディーカラーを用意している。ただし先代のX1000シリーズに搭載されていたi.LINK端子は本シリーズ以降搭載されていない。（なお、X2550は外枠をピアノブラック仕上げに変更した注文生産品。）

KDL-52X2500/X2550 (52V型)
KDL-46X2500/X2550 (46V型)
KDL-40X2500/X2550 (40V型)
- V2500シリーズ - 「黒」の美しさを、さらに際立たせるクール&モダンデザイン。「ライブカラークリエーション」、「フルHDパネル」搭載した量産モデル。

KDL-46V2500 (46V型)
KDL-40V2500 (40V型)
KDL-32V2500 (32V型) (32V型はフルHDパネル未搭載）
- S2500シリーズ

KDL-46S2500 (46V型)
KDL-40S2500 (40V型)
KDL-32S2500 (32V型)
- A2500シリーズ - フルHDパネル「SXRD」搭載プロジェクションテレビ。フィルムのような滑らかな高精細画像と、豊かな黒の再現力。映画の美しさを描く。

KDS-60A2500 (60V型)
KDS-50A2500 (50V型)

### 2007年春(3000/5000シリーズ)
- J5000シリーズ - ソニー10bitカラーパネル、ブラビアエンジンの高画質化にライブカラークリエーションを採用、モーションフロー（倍速駆動）で60フレームから120フレームへの変換、更に業界初の24フレームを120フレームへ変換、DLNA、アクトビラといったネットワークシステムも対応、新スタンダードモデル。初代に搭載されていたXMBも若干仕様（デザインなど）を変更して復活した。

KDL-40J5000 (40V型)
KDL-32J5000 (32V型)
- J3000シリーズ - Sシリーズの後継。ブラビアエンジンの高画質化にライブカラークリエーションを採用（32インチ以上のみ）、DLNAといったネットワークシステムも対応、新スタンダードモデル。

KDL-40J3000 (40V型)
KDL-32J3000 (32V型)
KDL-26J3000 (26V型)
KDL-20J3000 (20V型)
※40V型は2007年秋に生産完了。

### 2007年秋(3000/5000/7000シリーズ)
- X7000シリーズ - フラッグシップモデル。機能面は当時のX5000シリーズと同等でバックライトを蛍光管からトリルミナスへ変更し色再現性を高めている。市販されている液晶テレビとしては最大の70V型のみで受注生産、市場価格は400万円。2007年9月より販売開始。
- また、タイの王様使用というピアノブラックの部分がゴールドのタイプも存在する。世界に2台位　価格500万円以上

KDL-70X7000 (70V型)
- X5000シリーズ - 「ライブカラークリエーション」や「ブラビアエンジンプロ」等、X2500からの技術を受け継ぐと共に120Hz駆動「モーションフロー」に対応。単なるフレームレート倍増にとどまらず、元々動きがぼやけた映像を補完する効果もあるIBリダクションを搭載。また、"x.v Color"や"30bit,36bit deep colorへの対応、さらに10bit処理による階調表現の向上などX2500から大幅に機能が追加され名実共にフラグシップ製品となっている。2007年9月より販売開始（X5050は外枠をピアノブラック仕上げに変更した注文生産品）。

KDL-52X5000/X5050 (52V型）
KDL-46X5000/X5050 (46V型)
KDL-40X5000/X5050 (40V型)
- W5000シリーズ - デザインとスピーカーの仕様が異なる以外はX5000シリーズとほぼ同一仕様。フレームがより細くなりX5000シリーズよりコンパクト。

KDL-52W5000 (52V型)
KDL-46W5000 (46V型)
KDL-40W5000 (40V型)
- V5000シリーズ - 倍速駆動や高音質スピーカーではないなど高品質機構が省略された上級型普及モデル。

KDL-52V5000 (52V型)
KDL-46V5000 (46V型)
KDL-40V5000 (40V型)
- V3000シリーズ - V5000に比べておき楽リモコン、地上アナログ放送のゴーストリダクションなどを省略した普及モデル。

KDL-46V3000 (46V型)
KDL-40V3000 (40V型)

### 2008年春(F1/V1/J1/JE1/M1シリーズ)
- F1シリーズ - デザイン重視の新モデル。倍速駆動を搭載している。32Vは非フルHD。V1シリーズとほぼ同じ仕様ながら、従来モデルよりもより細くなったフレームの採用と薄型化が特徴的。

KDL-46F1 (46V型)
KDL-40F1 (40V型)
KDL-32F1 (32V型)
- V1シリーズ - V3000/V5000シリーズの後継。大画面の普及モデル。V3000/5000とは違い倍速駆動も対応した。（ただし、シングルチューナーであることやHDMI端子の数、倍速駆動の駆動数などで上位モデルとの差がある）

KDL-52V1 (52V型)
KDL-46V1 (46V型)
KDL-40V1 (40V型)
- J1/JE1シリーズ - J3000シリーズの後継。エントリーモデル。JE1は低消費電力版。

KDL-32JE1 (32V型)
KDL-32J1 (32V型)
KDL-26J1 (26V型)
KDL-20J1 (20V型)
- M1シリーズ - 小型モデル。ソニー最小の16V型も初めてラインナップに加わった（なお、16Vはシャープが2007年3月に初めて発売）。

KDL-20M1 (20V型)
KDL-16M1 (16V型)

### 2008年秋(XR1/X1/W1/ZX1シリーズ)
- XR1シリーズ - 2008年秋モデルのフラッグシップ。バックライトを蛍光管からトリルミナスへ変更し色再現性を高めている。さらにバックライトの部分駆動によりダイナミックコントラスト比を向上させている。

KDL-55XR1 (55V型)
KDL-46XR1 (46V型)
- X1シリーズ - X5000シリーズ後継。

KDL-52X1 (52V型)
KDL-46X1 (46V型)
KDL-40X1 (40V型)
- W1シリーズ - W5000シリーズ後継。世界初の4倍速駆動モデル。

KDL-46W1 (46V型)
KDL-40W1 (40V型)
- ZX1シリーズ - 世界最薄モデル。チューナー分離型で、チューナー部とディスプレイ部の間は映像・音声とも無線伝送。

KDL-40ZX1 (40V型)

### 2009年春(W5/F5/V5/J5シリーズ)
- W5シリーズ - W1シリーズ後継。世界初4倍速液晶「モーションフロー240コマ」搭載のダブルチューナーモデル。おき楽リモコンには、Felicaポートを搭載したほか、環境に配慮し、電源コードを抜かずに電源オフ時の電力をほぼ0Wにできる主電源スイッチを新たに搭載している。

KDL-52W5 (52V型)
KDL-46W5 (46V型)
KDL-40W5 (40V型)
- F5シリーズ - F1シリーズ後継。世界初4倍速液晶「モーションフロー240コマ」搭載のシングルチューナーモデル。ただし32Vは非フルHDで2倍速駆動。シングルチューナーである以外は、W5シリーズと性能・機能はほぼ同一。

KDL-46F5 (46V型)
KDL-40F5 (40V型)
KDL-32F5 (32V型)
- V5シリーズ - V1シリーズの後継。テレビの前から人が離れると自動で消画状態になり、再び人の動きを検知すると自動的に画面オンになる世界初の「人感センサー」や電源コードを抜かずに電源オフ時の電力をほぼ0Wにできる主電源スイッチを搭載した大画面省エネ機能搭載モデル。カラーはブラックとホワイト。

KDL-46V5 (46V型)
KDL-40V5 (40V型)
- J5シリーズ - J1/JE1シリーズの後継。低消費電力設計により消費電力を削減。インテリアとしての上質なデザイン、カラーバリエーションを追求したエントリーモデル。リモコンはシンプルリモコンを採用。カラーは、クリスタルブラック・セラミックホワイト・アンバーブラウン・サファイアブルー。

KDL-32J5 (32V型)
KDL-26J5 (26V型)
KDL-22J5 (22V型)
KDL-19J5 (19V型)

### 2009年秋(ZX5シリーズ)
- ZX5シリーズ - ZX1シリーズの後継モデル。ZX1同様、世界最薄モデル。チューナー分離型で、チューナー部とディスプレイ部の間は映像・音声ともに無線伝送。世界初4倍速液晶「モーションフロー240コマ」を搭載。おき楽リモコンは、リンクメニュー対応で、Felicaポートを搭載。

KDL-52ZX5（52V型）
KDL-46ZX5（46V型）

### 2010年春(LX/HX/NX/BX/EXシリーズ)
- LX900シリーズ - 3D対応モデルの最上級シリーズ。LEDバックライトのオン/オフ技術により動きのある映像をさらになめらかにする「クリアモード」を追加した「モーションフロープロ240Hz」を搭載。LEDはパネルのエッジ部のみに配列した「エッジ型LEDバックライトパネル」を採用。また、液晶パネル部と前面のガラス板の間に新開発の樹脂を挟み込んだことでくっきりとした映像を映し出す「オプティコントラストパネル」を採用した。また、顔認識機能と動き検知機能付の「インテリジェント人感センサー」を搭載。かしこく節電できる3つのセンサーモードを搭載している他、画面に近づきすぎると映像が消えてメッセージとアラーム音で知らせる「近すぎアラーム」機能や座る場所を気にしなくても左右の音声バランスと映像を最適な状態に自動調整する「視聴位置自動調整」機能も備える。3D視聴に必要な3Dシンクロトランスミッターを内蔵しており、3Dメガネも最初から2個付属している。

KDL-60LX900 (60V型)
KDL-52LX900 (52V型)
KDL-46LX900 (46V型)
KDL-40LX900 (40V型)
- HX900シリーズ - XR1シリーズ後継。先進の映像技術を結集した3D対応最高画質モデル。超解像技術「インテリジェントイメージエンハンサー」を搭載するほか、圧縮時に生じる特有のノイズを高精度で除去する「インテリジェントMPEGノイズリダクション」を搭載。さらに、4倍速液晶技術にLEDバックライトのオン/オフ制御技術を追加し、動きのある映像をさらにくっきりと再現する「クリアモード」を備えた「モーションフロープロ240Hz」を搭載する。LEDバックライトもシーンの明るさに応じて部分制御する直下型「インテリジェントダイナミックLED」を搭載し、映像本来の黒の深みを再現した。主電源スイッチ搭載、「ブラビア ネットチャンネル」対応。なお、3D映像を視聴するには、別売りの3Dシンクロトランスミッターと3Dメガネが必要となる。

KDL-52HX900 (52V型)
KDL-46HX900 (46V型)
- HX800シリーズ - スリムベゼルデザインを採用した4倍速3D対応モデル。バックライトにエッジ型LEDバックライトを採用し、ブラビアでは初となるエッジ型LEDバックライトの部分駆動を実現する「ダイナミックエッジLED」を搭載。またパネルには光の分散や反射を抑える「クリアブラックパネル」を採用。さらに動きのある映像をさらにくっきりと再現する「クリアモード」を備えた「モーションフロープロ240Hz」も搭載する。3D映像を視聴するには、別売りの3Dシンクロトランスミッターと3Dメガネが必要となる。

KDL-46HX800 (46V型)
KDL-40HX800 (40V型)
- HX700シリーズ - F5シリーズ後継。画面に当たる光の反射や拡散を大幅に低減し、画面がぼんやりと白っぽく見える「白ぼやけ」を最小限に低減した「クリアブラックパネル」を採用した4倍速モデル。「ブラビア ネットチャンネル」対応。

KDL-46HX700 (46V型)
KDL-40HX700 (40V型)
- NX800シリーズ - リビングに調和する「モノリシックデザイン」を採用したLED+4倍速モデル。小型サイズのLEDをパネルのエッジのみに配列した「エッジ型LEDバックライトパネル」により、省電力と薄型化を可能にした。また、光の反射や拡散を大幅に低減し、「白ぼやけ」を最小限に低減した「クリアブラックパネル」も搭載する。「ブラビア ネットチャンネル」に対応し、無線LAN機能も搭載した。

KDL-46NX800 (46V型)
KDL-40NX800 (40V型)
- BX30Hシリーズ - ブラビア初のHDD内蔵モデル。今視聴中の番組をリモコンの録画ボタン一つで録画でき、録画した番組を見るときも消去する時もリモコン一つで操作可能。地上デジタル放送画質で最大65時間の録画を実現している。〈ブラビア〉エンジン3搭載。カラーはブラックとホワイトの2色。

KDL-32BX30H (32V型・500GB HDD内蔵)
KDL-26BX30H (26V型・500GB HDD内蔵)
KDL-22BX30H (22V型・500GB HDD内蔵)
- EX700シリーズ - V5シリーズ後継。ブラビアネットチャンネル対応ハイスタンダードモデル。高画質回路「ブラビアエンジン3」を採用するほか、倍速液晶技術「モーションフロー120Hz」を搭載し、さらに白色LEDをパネルのエッジのみに配置した「エッジ型LEDバックライト」を採用することで、更なる高画質を実現した。またV5シリーズの「人感センサー」、「主電源スイッチ」を継承し、さらにバックライトにLEDを採用することで、さらなる省電力化を実現した。カラーはブラックとホワイトが選べる（KDL-52EX700はブラックのみ）。なお、EX700シリーズは32V型もフルハイビジョンパネルを採用する。

KDL-52EX700 (52V型)
KDL-46EX700 (46V型)
KDL-40EX700 (40V型)
KDL-32EX700 (32V型)
- EX500シリーズ - 高画質回路「ブラビアエンジン3」や倍速液晶技術「モーションフロー120Hz」を搭載し、インターネット動画を大画面で視聴できる「ブラビア ネットチャンネル」に対応したフルハイビジョン液晶搭載の大画面ベーシックモデル。

KDL-40EX500 (40V型)
- EX300シリーズ - J5シリーズ後継。高画質回路「ブラビアエンジン3」を搭載し、インテリアにあわせて選べるカラーバリエーションをそろえた「ブラビア ネットチャンネル」対応エントリーモデル。カラーはホワイト、ブラック、ブラウン、ピンクの4色（ピンクはKDL-22EX300のみ設定）。

KDL-32EX300 (32V型)
KDL-26EX300 (26V型)
KDL-22EX300 (22V型)

### 2010年秋(HX/EXシリーズ)
- HX80Rシリーズ - ブラビア初のBlu-ray Discドライブ&HDD搭載モデル。2番組同時録画も可能。性能面はHX800シリーズと同等で、3D映像の視聴にも対応する（3Dシンクロトランスミッター・3Dメガネは別売り）。

KDL-55HX80R (55V型・500GB HDD内蔵・BDドライブ搭載)
KDL-46HX80R (46V型・500GB HDD内蔵・BDドライブ搭載)
KDL-40HX80R (40V型・500GB HDD内蔵・BDドライブ搭載)
- EX30Rシリーズ - Blu-ray DiscドライブとHDDを搭載した録画対応モデル。2番組同時録画も可能。性能面はEX300シリーズと同等。

KDL-32EX30R (32V型・500GB HDD内蔵・BDドライブ搭載)
KDL-26EX30R (26V型・500GB HDD内蔵・BDドライブ搭載)
- EX710シリーズ - 前述のEX700シリーズの狭額フレームタイプ。フレームを狭くしたことで高さと幅が小さくなったため、EX700シリーズに比べ、32V型で約11%、40V型で約10%スリム化されている。機能面はEX700と同等で、人感センサー、LEDバックライト、倍速液晶「モーションフロー120Hz」などが搭載されている。「ブラビア ネットチャネル」対応。前述のEX700シリーズ同様、32V型もフルハイビジョンパネルを採用する。

KDL-40EX710 (40V型)
KDL-32EX710 (32V型)

### 2011年春(HX/NX/EX/CXシリーズ)
「ブラビア ネットチャンネル」対応機種であれば、現行の「Sony Entertainment Network」内のほとんどのサービスが利用可能である。
- HX920シリーズ - HX900シリーズ後継。「X-Reality（エックスリアリティ）」に高画質化技術"DRC"をベースに進化させた画質回路「XCA7」を組み合わせて構成された「X-Reality PRO」や、4倍速表示に映像の表示タイミングに合わせてバックライトを高速駆動させる「バックライトブリンキング」を行うことで16倍駆動相当の動画性能を実現させた「モーションフローXR960」を搭載した。バックライトには直下型LED「インテリジェントピークLED」を採用。また、「インテリジェント人感センサー（顔認識機能付）」、従来のHX900シリーズでは別売りだった3Dシンクロトランスミッターを搭載し、外付けUSBハードディスクによる録画に対応した。インターネットテレビ機能に関しても「ブラビアネットチャンネル」・Skypeに加え、新たにFacebookなどのアプリが追加され、さらに充実した（3Dメガネは別売り）。2011年11月には65V型が追加発売された。

KDL-65HX920 (65V型)
KDL-55HX920 (55V型)
KDL-46HX920 (46V型)
- HX820シリーズ - HX800シリーズ後継。バックライトブリンキング技術を採用することで8倍速相当の残像低減を実現する「モーションフロー XR480」を搭載するほか、エッジ型LEDバックライトの部分駆動を実現する「ダイナミックエッジLED」を搭載する点以外はHX920シリーズと共通。HX800シリーズでは必要だった3Dシンクロトランスミッターを新たに搭載した（3Dメガネは別売り）。

KDL-55HX820 (55V型)
KDL-46HX820 (46V型)
- HX720シリーズ - HX700シリーズ後継。無線LAN機能のオプション化（別売りのUSB無線LANアダプター対応）、「クリアブラックパネル」・「人感センサー」を採用する点を除いてはHX820シリーズと共通（3Dメガネは別売り）。

KDL-46HX720 (46V型)
KDL-40HX720 (40V型)
- NX720シリーズ - 高画質回路「X-Reality（エックスリアリティ）」や倍速稼働とバックライト制御を行うことで4倍速稼働相当のなめらかな映像を実現する「モーションフローXR240」を搭載。無線LAN機能やインテリジェント人感センサーを搭載しており、別売りの3Dメガネを利用することで3D映像も楽しめる。

KDL-46NX720 (46V型)
KDL-40NX720 (40V型)
- EX52Hシリーズ - 本体だけで最長約65時間の録画ができるHDD内蔵フルハイビジョンモデル。エッジ型LEDバックライトや「イーゼルスタンド」を採用するほか、映像をよりなめらかにする倍速駆動パネル+「モーションフロー120」も搭載されている。

KDL-40EX52H (40V型・500GB HDD内蔵)
- EX42Hシリーズ - 本体だけで最長約65時間の録画ができるHDD内蔵モデル。エッジ型LEDバックライトと「イーゼルスタンド」の採用はEX420シリーズと同等だが、映像エンジンは「ブラビアエンジン3」を採用する。カラーはブラックとホワイトの2色。

KDL-32EX42H (32V型・500GB HDD内蔵)
KDL-22EX42H (22V型・500GB HDD内蔵)
- EX720シリーズ - EX700シリーズ後継。新たに高画質技術「X-Reality（エックスリアリティ）」を搭載するとともに、従来の倍速駆動にLEDバックライトを上下2分割にしてON/OFFのバックライト制御を行うことで4倍速駆動相当のなめらかな映像を実現する「モーションフローXR240」を搭載。さらに3Dシンクロトランスミッターを内蔵しており、別売りの3Dメガネをかけることで3D映像も堪能できるスタンダードモデル。「ブラビア ネットチャンネル」・Skype対応。

KDL-60EX720 (60V型)
KDL-55EX720 (55V型)
KDL-46EX720 (46V型)　
KDL-40EX720 (40V型)
KDL-32EX720 (32V型)
- EX72Sシリーズ - 前述のEX720に40W(20W+20W)の高出力を実現するTVサウンドバーを追加した高音質モデル。機能面はEX720と同等である。「ブラビア ネットチャンネル」・Skype対応。

KDL-46EX72S (46V型)
KDL-40EX72S (40V型)
KDL-32EX72S (32V型)
- EX420シリーズ - 新高画質回路「X-Reality（エックスリアリティ）」を採用。また、エッジ型LEDバックライトや人感センサーを搭載した他、「ブラビア ネットチャンネル」やSkypeに対応。一枚の絵画のように映像を飾る新デザインスタンド「イーゼルスタンド」を採用したスタイリッシュモデル。カラーはブラック、ホワイト、ブラウン、ピンクの4色（ピンクはKDL-22EX420のみ設定）。

KDL-32EX420 (32V型)
KDL-26EX420 (26V型)
KDL-22EX420 (22V型)　
- CX400シリーズ - 新高画質回路「X-Reality（エックスリアリティ）」や人感センサーを搭載。「ブラビア ネットチャネル」やSkypeに対応したスタンダードモデル。

KDL-32CX400 (32V型)
KDL-22CX400 (22V型)

### 2012年春(HX/EXシリーズ)
- HX850シリーズ - HX820シリーズ後継。地上アナログ放送非搭載。「X-Reality PRO」を改良し、新たに3D超解像機能を追加。参照するデータベースの映像ソースに「3D（飛出し用）」と「3D（奥行き用）」を追加したことで、よりリアリティな3D超解像処理ができるようになったほか、映像ソースから人間の顔を認識し、肌色の質感などをより自然で美しく見せるように処理する「美肌コントロール」も追加。また、HX820シリーズよりもランクアップした倍速機能「モーションフローXR960」には新たにインパルスモードを追加。各コマを4度書きして一番安定した4番目のコマのみバックライトを発光させることで非常にくっきりした映像を楽しめる。さらに、インターネットテレビ機能を拡充し、新たに設けられた「"Sony Entertainment Network"ポータル」に機能を集約。リモコンの「SEN」ボタン一つで簡単に起動することができる。液晶パネルの透過率とLEDバックライトを高精細制御する「ECOパネル制御」も搭載された。サイズラインナップを拡充し、新たに40v型を追加した。

KDL-55HX850 (55V型)
KDL-46HX850 (46V型)
KDL-40HX850 (40V型)
- HX750シリーズ - HX720シリーズ後継。高画質回路を「X-Reality」に、倍速機能を「モーションフロー XR480」に（インパルスモードはHX850シリーズ同様に搭載）、バックライトをエッジLEDに変更している点以外はHX850シリーズと同等。サイズラインナップを拡充し、新たに55v型と32v型を追加した。

KDL-55HX750 (55V型)
KDL-46HX750 (46V型)
KDL-40HX750 (40V型)
KDL-32HX750 (32V型)
- HX65Rシリーズ - Blu-ray Discドライブ&HDD搭載モデル。新たに2番組同時にフルハイビジョン11倍録画が可能になったほか、2番組同時録画中でもBD-ROMの再生ができるなど、マルチタスク性能も向上。また、外付けUSBハードディスク録画にも対応するうえ、アナログ外部入力録画にも対応しており、VHSテープをHDDにダビングしてBlu-ray Discに保存することができる。ブラビアの「X-Reality（エックスリアリティ）」に加え、ブルーレイレコーダーのBDZに採用されている「CREAS 4」の2種類の高画質回路を搭載することで、映像より美しく再現することができる。サイズラインナップが一部見直され、55V型を廃止する代わりに、32V型を新設した。

KDL-46HX65R (46V型・500GB HDD内蔵・BDドライブ搭載)
KDL-40HX65R (40V型・500GB HDD内蔵・BDドライブ搭載)
KDL-32HX65R (32V型・500GB HDD内蔵・BDドライブ搭載)
- EX550シリーズ - 高画質回路「X-Reality（エックスリアリティ）」とエッジ型LEDバックライトを採用し、「Sony Entertainment Network」に対応したスタンタードモデル。

KDL-32EX550 (32V型)
- EX540シリーズ - EX550シリーズ同様に、高画質回路「X-Reality（エックスリアリティ）」とエッジ型LEDバックライトを採用し、「Sony Entertainment Network」に対応。さらに、一枚の絵画のように映像を飾るデザインスタンド「イーゼルスタンド」を採用した小型スタンタードモデル。22v型はブラックとホワイトの2色展開である。

KDL-26EX540 (26V型)
KDL-22EX540 (22V型)

### 2012年秋(X9000/HX/EXシリーズ)
- X9000シリーズ - フルHDの4倍の画素数を持つ4K UHD液晶パネルを採用。また、既存のデータベース型複数枚超解像高画質回路「X-Reality PRO」に超解像技術のパターン分類を学習型としたアルゴリズムを採用し、4K対応液晶テレビ用に最適化した高画質回路「XCA8-4K」を組み合わせた「4K X-Reality PRO」を搭載。音質面では、ツィーター2つ、ウーファー4つ、サブウーファー4つの計10個を構成し、センターの視聴ポジションで最適な音響効果が得られるように内側に約10度の角度を付けた「10ユニットライブスピーカー」システムを搭載。このシステムは両サイドに装備しているが、オーディオシステムとのセットアップに配慮し、スピーカー部は取り外しができるようになっている。3Dにも対応しており、電源を使わないパッシブ型3Dメガネが2個同梱される。「Sony Entertainment Network」・「ソニールームリンク」対応。本シリーズは4K対応液晶テレビとしては最大クラスとなる84V型のみの設定で、メーカー希望小売価格が税抜価格で160万円と非常に高価な機種となっていた。

KD-84X9000 (84V型)
- HX950シリーズ - HX920シリーズ後継。直下型LED「インテリジェントピークLED」は暗部のバックライト減光で抑えた電力を利用して明るい部分の輝度を高める上乗せ量をアップしたことで暗部の表現を保ちながら鮮烈な輝きを両立する高コントラスト映像を実現。また、高画質回路「X-Reality PRO」、倍速技術「モーションフローXR960」を継続採用し、パネルには液晶パネル部と表面のガラス板の間に特殊樹脂を充てんして一体化することで内部での外光の反射とパネルからの映像光拡散を低減するとともに、フレームと画面の段差がなく一枚板のようなガラスパネル造形とした「オプティコントラストパネル」を採用。スタンド部は軽快で上質な美しさを追求した新形状の「ループスタンド」を採用。さらに、液晶パネルの透過率とLEDバックライトを高精細制御する「ECOパネル制御」も搭載し、さらなる省エネを実現した。外付けハードディスク録画や「Sony Entertainment Network」に対応。Felicaポートを搭載した「おき楽リモコン」を付属する。HX920シリーズでは設定されていた46v型が廃止となり、大画面専門のシリーズとなった。

KDL-65HX950 (65V型)
KDL-55HX950 (55V型)
- EX750シリーズ - EX720シリーズ後継。倍速機能「モーションフロー」の性能を向上。駆動パネルを倍速から4倍速に変更し、既に搭載済みのバックライト制御と組み合わせることで8倍速駆動相当のよりなめらかな映像を楽しめる「モーションフローXR480」を搭載し、残像感を低減した映像のみバックライトを点灯することでスポーツなどの素早い動きをくっきり映し出す「インパルスモード」も搭載した。また、バックライト制御により高コントラスト化と消費電力を両立した「ECOパネル制御」を搭載。外付けUSBハードディスクによる録画に対応しており、本シリーズではダブルチューナー搭載により、録画中でも別の番組の視聴が可能となり、放送中の番組を一時停止して続きから見ることができる「TVポーズ」機能も搭載した。なお、本シリーズでは3D機能が非対応となり、サイズラインナップも40V型のみとなった。

KDL-40EX750 (40V型)

### 2013年春(X9200A/W###Aシリーズ)
- X9200Aシリーズ - 「ブラビア」の4K対応モデル1号機であるKD-84X9000の技術をベースにした4K対応フラッグシップモデル。KD-84X9000と同様に「4K X-Reality PRO」が搭載され、さらに、アメリカのQD Vision社が開発した発光半導体技術を取り入れることで従来のLEDバックライトディスプレイよりも色の再現領域を大幅に拡大した「トリルミナスディスプレイ」を採用し、「トリルミナスカラー」に対応したソニー製ビデオカメラ・デジタルスチルカメラで撮影した映像を撮影時の色合いのまま大画面で楽しむことができる。音質面では液晶テレビとしては初となる磁性流体スピーカーを採用。ダンパーレス構造としているので歪みの原因となる2次音圧を発生せず、ボイスコイルから振動板までの伝達経路を短くしたことでスリム化と伝達ロスの軽減を実現。この磁性流体スピーカーをウーファーに採用し、パッシブブラジエーター、ツィーターと共に「オプティコントラストパネル」と融合したデザインのフロントサイドスピーカーとして装備し、さらに、背面にはサブウーハーも装備。実用最大出力65Wのハイパワーアンプで駆動することで映像と一体化した迫力のあるサウンドを実現した。「Sony Entertainment Network」に対応するとともに、NFC技術を搭載した「Xperia」を付属のワンタッチリモコンにタッチするだけですぐに接続できる「ワンタッチミラーリング」やあらかじめ専用ソフトをインストールしたスマートフォンやタブレット端末でテレビ番組の関連情報などを楽しむことができる「TV SideView」に対応。また、本体下部にはイルミネーションLEDの色で動作状況が確認できる「インテリジェントコア」も搭載した。

KD-65X9200A (65V型)
KD-55X9200A (55V型)
- W900Aシリーズ - 超解像エンジン「X-Reality PRO」とX9200Aシリーズにも採用されている色再現性に優れた「トリルミナスディスプレイ」を搭載したプレミアムモデル。4倍速技術とバックライト制御で動きの速い映像も滑らかに描写する「モーションフローXR960」も搭載するほか、スピーカーには全長約1.2mのダクトを折り畳んで収納し、この長いダクトを通すことで豊かな中低域音を再現するとともに、共鳴による中低域の増幅により歪の少ない音を実現し、ニュース番組のキャスターの声が聞き取りやすい「ロングダクトスピーカー」を搭載。アクティブシャッター方式の3Dに対応するとともに、「Sony Entertainment Network」・「ワンタッチミラーリング」・「TV SideView」にも対応。

KDL-55W900A (55V型)
KDL-46W900A (46V型)
KDL-40W900A (40V型)
- W802Aシリーズ - 超解像エンジン「X-Reality PRO」を搭載したハイスペックモデル。「モーションフロー」を倍速+バックライト制御とした「モーションフローXR240」に、3D方式をパッシブ方式にそれぞれ変更し、「ロングダクトスピーカー」など一部の機能を非搭載にしている点以外はW900Aシリーズと同等。

KDL-55W802A (55V型)
KDL-47W802A (47V型)
KDL-42W802A (42V型)
- W650Aシリーズ - 超解像エンジン「X-Reality PRO」を搭載したフルハイビジョンスタンダードモデル。据置スタンドを壁掛け金具として使用できる「壁掛け対応テーブルトップスタンド」を採用。

KDL-42W650A (42V型)
- W600Aシリーズ - 超解像エンジン「X-Reality PRO」を搭載したハイビジョンスタンダードモデル。32V型は据置スタンドを壁掛け金具として使用できる「壁掛け対応テーブルトップスタンド」を採用。パーソナルサイズの24V型はブラックとナチュラルホワイトの2色がある。なお、24V型はW450Dシリーズが発売される2016年春まで継続販売された。

KDL-32W600A (32V型)
KDL-24W600A (24V型)

### 2013年秋(X8500Aシリーズ)
- X8500Aシリーズ - 手持ちのホームシアターシステムなどのオーディオ機器と組み合わせて設置しやすいシンプルなデザインを採用し、その分、本体幅が短くなって設置性を向上。スピーカーは本体下部に設置した2Wayバスレフ型スピーカーと背面に搭載したアシストウーファーの組み合わせにより高音から低音まで広い音域で豊かなサウンドを再現する2.1ch サウンドシステムを採用。3Dはアクティブシャッター方式となる。これ以外の性能・機能はX9200Aシリーズと同等である。ファームウェア更新により、前シリーズのX9200AシリーズとX8500Aシリーズは、HDMIバージョン2.0にアップデートされる予定。（2013年以内）4k UHD入力信号が30フレームまでとなっていたのが、更新により60フレームに対応する[6]。

KD-65X8500A (65V型)
KD-55X8500A (55V型)

### 2014年春(X####B/W###A/W###Bシリーズ)
- X9500Bシリーズ - 4K UHDプレミアムモデルの最上位機。タッチパッドリモコン・マイク内蔵コミュニケーションカメラ・ポートリプリケーター同梱。

KD-85X9500B (85V型)
KD-65X9500B (65V型)
- X9200Bシリーズ - X9200Aシリーズ後継の4K UHDプレミアムモデル。X9500Bシリーズ同様、タッチパッドリモコンとポートリプリケーターを同梱しているが、マイク内蔵コミュニケーションカメラは本体に内蔵されている。

KD-65X9200B (65V型)
KD-55X9200B (55V型)
- X8500Bシリーズ - X8500Aシリーズ後継の4K UHDプレミアムモデル。X9500B/X9200Bシリーズ同様、タッチパッドリモコンとマイク内蔵コミュニケーションカメラを同梱している。また、サイズラインナップを拡大し、アクティブシャッター方式の3D方式に対応し、X9500Bシリーズ同様にロングダクトスピーカーを搭載した70V型と、49V型が新設されて4サイズとなった。

KD-70X8500B (70V型)
KD-65X8500B (65V型)
KD-55X8500B (55V型)
KD-49X8500B (49V型)
- W920Aシリーズ - W900Aシリーズ後継のフルハイビジョンプレミアムモデル。W900Aシリーズ同様、超解像エンジン「X-Reality PRO」、「トリルミナスディスプレイ」、4倍速技術とLEDバックライト制御技術を組み合わせることでくっきりとなめらかな映像を表示できる「モーションフローXR960」、「ロングダクトスピーカー」を搭載。新機能として、全体の音の大きさを変えることなく映像に応じて声の音量だけを調整することができる「ボイスズーム」を搭載した。

KDL-55W920A (55V型)
KDL-46W920A (46V型)
KDL-40W920A (40V型)
- W800Bシリーズ - W802Aシリーズ後継のフルハイビジョンハイスペックモデル。W802Aシリーズ同様、超解像エンジン「X-Reality PRO」を搭載。また、W920Aシリーズ同様に「ボイスズーム」を搭載したほか、「S-Forceフロントサラウンド」は5.1ch入力信号をそのままダイレクトに5.1ch出力できる「5.1chダイレクト処理」が可能となり、広がり感や包みこむような空気感までリアルに表現できるようになったことで、W802Aシリーズで搭載済みの「Clear Phaseテクノロジー」とあわせてデジタル信号処理技術「ClearAudio+」にグレードアップされた。また、電源オフから1秒前後で素早く起動する「高速起動」や放送番組・録画番組などをリモコンの「番組チェック」で素早く呼び出して選択・再生できる「番組チェック」機能も備わった「快速設計」となり、番組を見ながら関連ツイートをチェックできる「ソーシャル視聴/Twitter連携」やワンボタンでサッカー視聴用に最適化された画質・音質モードに自動切替する「サッカーモード」も搭載された。ルームリンク連携も強化され、ルームリンクに対応したBDZやnasneで録画した番組を「番組チェック」や「録画リスト」で探したり、TV側の番組表で録画機器への録画予約を設定したり、録画機器側で作成されたチャプターを利用してみたいシーンを探すことができるようになり、TV側のリモコンで録画機器の操作が可能となった。スタンドも簡単に壁掛けができる「壁掛け対応テーブルトップスタンド」となった。一方で、W802Aシリーズに設定されていた47V型が廃止となり、42V型と50V型の2サイズの設定となり、倍速技術とLEDバックライト制御を組み合わせた「モーションフローXR240」は50V型のみの搭載となった。50V型は3D方式が従来のパッシブ方式からアクティブシャッター方式に変更となった。

KDL-50W800B (50V型)
KDL-42W800B (42V型)
- W700Bシリーズ - 中型のフルハイビジョンハイスペックモデル。機能面は前述の42W800Bと同等で、32V型のみの設定である。なお、32V型でフルハイビジョンモデルが設定されるのは2012年春モデルの32HX750以来となる。

KDL-32W700B (32V型)
- W600Bシリーズ - W650Aシリーズ後継のフルハイビジョンハイスペックモデル。W700B/W800Bシリーズ同様、「ボイスズーム」を備えた「ClearAudio+」や「快速設計」・「ソーシャル視聴/Twitter連携」・「サッカーモード」・改良型ルームリンクを搭載。W800Bシリーズでは搭載されている明るさセンサーと3D視聴機能が省かれており、W650Aシリーズに採用されていた「壁掛け対応テーブルトップスタンド」が非採用となった。サイズラインナップは40V型に加えて48V型と60V型を追加して3サイズとなり、60V型には倍速技術とLEDバックライト制御を組み合わせた「モーションフローXR240」も搭載される。

KDL-60W600B (60V型)
KDL-48W600B (48V型)
KDL-40W600B (40V型)
- W500Aシリーズ - 32W600A後継のハイビジョンスタンダードモデル。スリムアルミフレームを採用することで省スペースで設置できる。スタンダードモデルにも全体の音量を変えることなく声の音量だけを調整できる「ボイスズーム」を備えている。なお、32W600Aに採用していた「壁掛け対応テーブルトップスタンド」は非採用となった。

KDL-32W500A (32V型)

### 2014年秋(W900Bシリーズ)
- W900Bシリーズ - 既存の42W800Bの上位機種として2014年8月に新設したフルハイビジョンプレミアムモデル。超解像エンジン「X-Reality PRO」に加え、「トリルミナスディスプレイ」、X9200Bシリーズに搭載されている高輝度技術「X-tended Dynamic Range」、倍速稼働パネルとバックライトオン/オフ技術を組み合わせることで4倍速相当の滑らかな映像を実現する「モーションフローXR240」を搭載。LEDバックライトは映像をブロック単位に分けて部分制御し、シーンに応じて不要な発光を抑えることで高コントラストを実現する「エッジ型LED部分駆動」に、スピーカーはW920Aシリーズと同じ「ロングダクトスピーカー」にスペックアップされる。

KDL-42W900B (42V型)

### 2015年春(X####C/W950B/W###Cシリーズ)
- X9400Cシリーズ - X9500Bシリーズ後継の4K UHDプレミアムモデルの最上位機。新たに、映像を分析して分析結果を各ブロックに伝達することで精細感・色彩・コントラストを大幅に向上させる4K高画質プロセッサー「X1」を搭載。X9500Bシリーズから継続搭載される4K対応超解像エンジン「4K X-Reality PRO」・「トリルミナスディスプレイ」・「X-tended Dynamic Range PRO」に的確にコントロールすることで入力映像に左右されず高画質を実現した。また、日本国内の家庭用テレビで初めてハイレゾ音源に対応し、放送の圧縮音声など2チャンネルの音源をハイレゾ相当の96kHz/24bitにアップスケーリングする「DSEE HX」を搭載。また、X9200Bシリーズで採用している磁性流体スピーカーをウーファーとサブウーファーに搭載し、ツィーターはハイレゾ対応化に合わせて40kHz以上の再生に対応。また、実用最大出力総合90Wのアンプも搭載されており、テレビ本体だけで映画やコンサートなどの迫力あるサウンドの再生が可能である。さらに、Android TV機能を搭載し、スマートフォンやタブレットのコンテンツをテレビ映し出すことができるGoogle Castにも対応。スカパー!プレミアムサービス（4K）チューナーも新たに内蔵された。サイズは歴代ブラビアで初の75V型のみの設定となる。

KJ-75X9400C (75V型)
- X9300Cシリーズ - X9200Bシリーズ後継の4K UHDプレミアムモデル。高輝度技術やLEDバックライトが後述のX9200Bシリーズと同じである点を除き、主要機能は前述のX9400Cシリーズと同じである。

KJ-65X9300C (65V型)
KJ-55X9300C (55V型)
- X8500Cシリーズ - X8500Bシリーズ後継の4K UHDプレミアムモデル。X9400C/X9300Cシリーズ同様、4K高画質プロセッサー「X1」、Android TV機能、スカパー!プレミアムサービス（4K）チューナーを搭載し、Google Castに対応。本シリーズでは放送の圧縮音声など2チャンネルの音源を48kHz/24bitにアップスケーリングする「DSEE」を搭載している。また、サイズラインナップが見直され、X8500Bシリーズに設定されていた70V型を廃止する替わりに、ブラビアの4K UHDモデルでは最小サイズとなる43V型を新設した。なお、3D機能は55V型と65V型のみ対応する。

KJ-65X8500C (65V型)
KJ-55X8500C (55V型)
KJ-49X8500C (49V型)
KJ-43X8500C (43V型)
- W950Bシリーズ - 2015年春モデルで追加されたフルハイビジョンプレミアムモデル。W920Aシリーズで搭載されている「ロングダクトスピーカー」・「X-Reality PRO」、「トリルミナスディスプレイ」に加え、4K UHDモデルのX9200Bシリーズ同様に本体構造をくさび形とし、スピーカーをW920Aシリーズの2つから4つに増やし、ツイーターやウーファーを備えた大容量スピーカーボックスを収納したことで、高音質とデザイン性を両立する「Wedge design（ウエッジデザイン）」を採用し、既搭載の「S-Forceフロントサラウンド」は5.1ch入力信号をそのままダイレクトで5.1ch出力ができる「5.1chダイレクト処理」に対応したことで、「Clear Phaseテクノロジー」・「ボイスズーム」と合わせた音声信号処理技術「Clear Audio+」にグレードアップされ、高輝度技術「X-tended Dynamic Range」を搭載した。なお、W920Aシリーズで採用されていた「クリアブラックパネル（高画質パネル）」が非搭載となり、倍速機能もW920Aシリーズの「モーションフロー960（4倍速駆動パネル+バックライト制御、16倍速相当）」から「モーションフロー240（倍速駆動パネル+バックライト制御、4倍速相当）」にスペックダウンされた。

KDL-55W950B (55V型)
- W870Cシリーズ - W800Bシリーズ後継のフルハイビジョンハイスペックモデル。4K UHDモデルのX9400C/X9300C/X8500Cシリーズ同様に、Android TV機能を搭載し、Google Castに対応したほか、X8500Cシリーズ同様に「トリルミナスディスプレイ」と「DSEE」も搭載した。サイズラインナップが一部替わり、W800Bシリーズに設定されていた42V型と入れ替えで43V型を新設した（なお、43V型は42W800Bでは非搭載だった「モーションフローXR240」が搭載される）。

KJ-50W870C (50V型)
KJ-43W870C (43V型)
- W700Cシリーズ - W700B/W600Bシリーズ後継のフルハイビジョンハイスペックモデル。リモコンを改良し、電源オフの状態から視聴したいチャンネルボタンを押すだけで電源オンと選局を完了し、すぐに視聴できるようにする「チャンネルポン」を搭載した。

KJ-48W700C (48V型)
KJ-40W700C (40V型)
KJ-32W700C (32V型)

### 2015年秋(X####C/W730Cシリーズ)
- X9000Cシリーズ - 4K UHD薄型プレミアムモデル。液晶テレビの構成部品の一つである導光板にアクリル板よりもさらに強度が高い新開発のガラス板を採用するとともに、製造技術と特許技術によってベゼルや内部シャーシなどの機能を融合させることで、20V型以上の民生用液晶テレビ市場におけるパネル部分の最薄部で世界最薄となる厚さ約4.9mmを実現するとともに、フラッシュサーフェスデザインと挟額縁も実現し、本体ユニット側面を絞り込んだ構造と合わせ、テーブルトップスタンドから離れてパネル部分だけが浮いているようなデザインとした。さらに、排熱口を本体ユニットの上部に設けることで壁に密着させて取り付けても画面パネル裏側に確保した隙間を通して排熱をテレビ上部の空間に逃がすエアベンチレーションフローを実現し、薄型の壁面側取付金具とU字型ブラケットを組み合わせた付属の壁掛けユニットを用いることで壁から本体前面までの距離を約40mmに抑えた壁掛け設置が可能となり、本体を浮かせるだけでケーブルの抜き差しができる。また、X8500Cシリーズ同様、4K高画質プロセッサー「X1」や高音質変換機能「DSEE」、Android TV機能（Google Cast対応）を搭載した。

KJ-65X9000C (65V型)
KJ-55X9000C (55V型)
- X8000Cシリーズ - 2015年秋モデルとして2015年11月に発売された4K UHDスタンダードモデル。トリルミナスディスプレイと倍速稼働パネル/モーションフローXR240が非搭載という点を除く主要機能はX8500Cシリーズと同等なため、4K高画質プロセッサー「X1」、スカパー!プレミアムサービス（4K）チューナー、Android TV機能（Google Cast対応）、「DSEE」は本シリーズにも搭載される。なお、サイズは49V型のみの設定である。

KJ-49X8000C (49V型)
- W730Cシリーズ - 2016年1月に発売された、W700Cシリーズ後継のフルハイビジョンモデル。主要機能やスペックはW700Cシリーズと同じでVある。

KJ-48W730C (48V型)
KJ-40W730C (40V型)
KJ-32W730C (32V型)
- W500Cシリーズ - 2015年11月に発売された、W500Aシリーズ後継のハイビジョンモデル。W500Aシリーズに搭載されていた超解像エンジン「X-Reality PRO」に替わり、自然な色合いでノイズの少ない映像を再現する高画質技術「クリアレゾリューションエンハンサー」を搭載したほか、W500Aシリーズに搭載されていた高音質機能（クリアフェーズテクノロジー、S-Forceフロントサラウンド、ボイスズーム、S-Masterデジタルアンプ）、ネットワーク機能（ソニーエンタテインメントネットワーク、無線LAN機能、スクリーンミラーリング、Video & TV SideView、関連検索/テキスト検索、ブラウザ機能、Wi-Fi Directモード、ソニールームリンク(クライアント機能)）、ブラビアリンク・2画面表示・省エネ機能、MHL端子・光デジタル音声出力端子（AAC/PCM/AC3）が非搭載となり、最低限の機能（外付けUSBハードディスク録画対応、時計/タイマー機能など）に絞り込んだベーシック仕様となった。

KJ-32W500C (32V型)

### 2016年春(X####D/W450Dシリーズ)
- X9350Dシリーズ - X9300Cシリーズ後継の4K UHDプレミアムモデル。超解像エンジン「4K X-Reality PRO」はフルHD以下の映像を4K解像度へアップコンバートする際のノイズ低減機能強化を行ったほか、音質面では磁性流体スピーカーのスピーカーコーンの振動板の素材にカーボンファイバーを採用し、音のレスポンスを速くしたほか、高剛性化により音圧が高くなり、個々の音が前から出てくるような迫力をもたせた。リモコンはマイクボタンを備えた新型となり、音声検索が可能となった。

KJ-65X9350D (65V型)
KJ-55X9350D (55V型)
- X9300Dシリーズ - 4K UHDプレミアムモデル。本シリーズでは、エッジ型LEDバックライトのメリットを生かしながら、複数枚導光板を用いた新技術により、エッジから離れた飛び地の部分も独立して明るくするといったより細やかな光のコントロールを可能にすることで、高精度・高コントラストと薄型デザインを両立する「Slim Backlight Drive」を新採用。そのほか、高コントラスト技術にはX9400Cシリーズと同じ「X-tended Dynamic Range PRO」を搭載したほか、4K高画質プロセッサー「X1」や機能強化を行った超解像エンジン「4K X-Reality PRO」も搭載し、「トリルミナスディスプレイ」を採用。高音質変換機能の「DSEE」も搭載される。マイクボタン付の新型リモコンを採用するほか、ケーブル類をスタンド中央にまとめてリアカバーで覆ってスタンド底面の窪みに配線することで、外見からケーブル類が目立たない構造となった。別売りの専用壁掛けブラケットを使用することで壁から画面膳までの距離を36.7mmまで抑えた壁掛け設置が可能である。

KJ-65X9300D (65V型)
KJ-55X9300D (55V型)
- X8500Dシリーズ - X8500Cシリーズ（55V型・65V型）後継の4K UHDプレミアムモデル。X9350D/X9300Dシリーズ同様、超解像エンジン「4K X-Reality PRO」の機能強化やマイクボタンを備えて音声検索が可能となった新型リモコンを採用。さらに、X9300Dシリーズ同様に、正面からケーブル類を見えなくする構造も採用されている。

KJ-65X8500D (65V型)
KJ-55X8500D (55V型)
- W450Dシリーズ - 24W600A後継の小型ハイビジョンモデル。前述のW500Cシリーズ同様に、24W600Aに搭載されていた超解像エンジン「X-Reality PRO」に替わり、高画質技術「クリアレゾリューションエンハンサー」を搭載したほか、24W600Aに搭載されていた高音質機能（クリアフェーズテクノロジー、S-Forceフロントサラウンド、ボイスズーム、S-Masterデジタルアンプ）、ネットワーク機能（ソニーエンタテインメントネットワーク、無線LAN機能、スクリーンミラーリング、Video & TV SideView、関連検索/テキスト検索、ブラウザ機能、Wi-Fi Directモード、ソニールームリンク(クライアント機能)）、ブラビアリンク、2画面表示、省エネ設定、MHL端子・光デジタル音声出力端子（AAC/PCM/AC3）が非搭載となり、外付けUSBハードディスク録画対応やタイマー機能（オンタイマー、スリープタイマー）、無操作電源オフ（無操作状態が4時間続くと自動で電源を切る機能）といった必要最低限の機能に絞ったベーシック仕様となった。

KJ-24W450D (24V型)

### 2016年秋(Z9D/X####Dシリーズ)
- Z9Dシリーズ - 2016年秋モデルで新たに投入された4K UHDフラッグシップモデル。LEDをパネル背面に高密度に敷き詰め、一つ一つ独立して駆動するとともに、光学設計によって個々のLEDの光が隣接部分へ拡散することを防ぐことで、より細かい範囲での明暗のコントロールと高輝度化を可能にする「Backlight Master Drive（バックライト マスタードライブ）」や、4K高画質プロセッサー「X1」の約1.4倍の処理能力を持つとともに、それぞれのシーンの物体をオブジェクトごとに認識して色やコントラストを補正し、SDR映像をHDR映像相当にアップコンバートする「HDRリマスター」、超解像データベースにノイズ低減処理専用データベースを組み合わせることで低ノイズと高精細が両立した映像表現を可能にする「デュアルデータベース分析」、SDR映像の8ビットやHDR映像の10ビットの入力信号に対して、階調に14ビット相当の補完処理を施して滑らかなグラデーション表現を可能にする「Super Bit Mapping（スーパービットマッピング）4K HDR」で構成された4K高画質プロセッサー「X1 Extreme」を新たに搭載。このほか、4K対応超解像エンジン「4K X-Reality PRO」・「トリルミナスディスプレイ」・「X-tended Dynamic Range PRO」も搭載される。また、「番組チェック」に改良を加え、ジャンルカテゴリーの登録が可能となったほか、現在放送中の番組と次の番組を一括表示するユーザーインターフェイスに刷新した。デザインは画面とフレームの段差を極限までそぎ落とし、フレーム側面のスリットにペールゴールドを採用。背面カバーによってねじ穴や端子類がすべて隠され、テレビ本体の背面構造と配線の工夫によってケーブル類を背面に収めたことで正面視からケーブルが目立たないように工夫されている。なお、サイズは65V型・75V型・100V型の大型クラス3サイズの設定。100V型は受注生産で、メーカー希望小売価格が8%消費税込で756万円の超高額機種となる。

KJ-100Z9D (100V型)
KJ-75Z9D (75V型)
KJ-65Z9D (65V型)
- X8300Dシリーズ - X8500Cシリーズ（43V型・49V型）後継の4K UHDモデル。フラッグシップモデルのZ9Dシリーズ同様に、改良型の「番組チェック」を搭載し、X8300Dシリーズ同様に、裏側に配線をまとめることで正面からケーブル類を見えなくする新型スタンドを採用。カラーバリエーションも設けられ、ブラックと、シルバーに真鍮の色味を持たせたウォームシルバーの2色展開とした。

KJ-49X8300D (49V型)
KJ-43X8300D (43V型)
- X7000Dシリーズ - X8000Cシリーズ後継の4K UHDスタンダードモデル。今後実施されるアップデートにてHDR信号に対応したほか、Z9D/X8300Dシリーズ同様に、改良型の「番組チェック」を搭載し、X8300Dシリーズ同様に、裏側に配線をまとめることで正面からケーブル類を見えなくする新型スタンドを採用した。一方で、X8000Cシリーズで搭載されていた4K高画質プロセッサー「X1」、ワンタッチミラーリングを非搭載にし、リモコンはタッチパッドリモコンを非同梱にして音声検索機能付リモコンに変更した。サイズはX8000Cシリーズ同様、49V型のみの設定である。

KJ-49X7000D (49V型)

### 2017年(A1/X####E/W###Eシリーズ)
- A1シリーズ - 2017年春モデルで投入された「ブラビア」初の4K UHD・有機ELモデル。後述するフラッグシップモデルのZ9Dシリーズにも搭載されている4K高画質プロセッサー「X1 Extreme（エックスワン エクストリーム）」や4K対応超解像エンジン「4K X-Reality PRO」を搭載し、「トリルミナスディスプレイ」も採用されている。音質面ではパネルの背面左右にアクチュエーターを配して画面を振動させ、スタンドに内蔵したサブウーファーと信号処理技術によって音を出す音響システム「アコースティック サーフェス」を搭載。この音響システムとスタンドを背面に配置したことによってスピーカーやスタンドが正面からは見えない構造となり、ベゼルも極限まで薄くした。また、ケーブル類も背面スタンドに収納できるようになっている。Android TV機能は改良が加えられ、音声検索機能にアルゴリズム解析が加わったことで、放送や録画番組を曜日や時間帯・アクションを含めた自然な文章での検索が可能となり、放送中の番組などを画面右上に表示しながら次のコンテンツの検索やアプリ操作が可能な子画面表示、アプリの切り替えや終了をスマートフォンのように操作可能なタスク切替、テレビの基本機能を1つの画面上にまとめて表示するかんたんメニューを追加した。2017年8月5日に77V型が追加された。

KJ-77A1 (77V型)
KJ-65A1 (65V型)
KJ-55A1 (55V型)
- X9500Eシリーズ - X9350Dシリーズ後継の4K UHDモデル。X9300Dシリーズに採用されていた薄型バックライト技術が新たに採用され、改良型の「Slim Backlight Drive+」として搭載。また、X9350Dシリーズ同様にカーボンファイバー振動板や磁性流体スピーカー（ウーファー、サブウーファー）を採用しつつ、サイドスピーカー自体をスリム化。背面はねじ穴やカバーの継ぎ目が分からないようなデザインとなり、背面構造と配線の工夫によりケーブルを背面内に収納させることが可能となった。A1シリーズ同様に新機能を追加したAndroid TV機能も備える。

KJ-65X9500E (65V型)
KJ-55X9500E (55V型)
- X9000Eシリーズ - X9300Dシリーズ後継の4K UHDモデル。X9300Dシリーズに搭載されていた「X1」をベースに、「X1 Extreme」に備えている「HDRリマスター」と「Super Bit Mapping 4K HDR」を追加した「HDR X1」を搭載。サイズラインナップを拡大し、新たに49V型を追加して3サイズとなった。

KJ-65X9000E (65V型)
KJ-55X9000E (55V型)
KJ-49X9000E (49V型)
- X8500Eシリーズ - X8500Dシリーズ後継の4K UHD・液晶モデル。X9000Eシリーズ同様に、X8500Dシリーズに搭載されていた「X1」をベースに、「X1 Extreme」に備えている「HDRリマスター」と「Super Bit Mapping 4K HDR」を追加した「HDR X1」を搭載。サイズバリエーションを拡大し、新たに75V型を追加して3サイズとなった。

KJ-75X8500E (75V型)
KJ-65X8500E (65V型)
KJ-55X8500E (55V型)
- X8000Eシリーズ - X8300Dシリーズ後継の4K UHD・液晶モデル。A1/X9500Eシリーズ同様に新機能を追加したAndroid TV機能を搭載したほか、他のシリーズで採用されている「チャンネルポン」を搭載した。なお、X8300Dでは搭載されていた倍速機能（倍速駆動パネル/モーションフローXR240）が非搭載となった。カラーバリエーションが設けられており、ブラックとウォームシルバーの2色展開となる。

KJ-49X8000E (49V型)
KJ-43X8000E (43V型)
- W730Eシリーズ - 2017年1月に発表された、W730Cシリーズ後継のフルハイビジョンモデル。W730Cシリーズで搭載されていた高音質機能（ClearAudio+、クリアフェーズテクノロジー、S-Forceフロントサラウンド、ボイスズーム、S-Masterデジタルアンプ）、ブラビアリンク、2画面表示、省電力機能が非搭載に、ネットワーク機能は無線LAN（IEEE802.11b/g/n）のみとなった。また、サイズラインナップが変わり、40V型は43V型にサイズアップした。なお、40V型台のクラスが4K UHDモデルへ移行されたことにより、ソニー製のフルハイビジョンモデルはこのモデルが最終モデルとなった。

KJ-43W730E (43V型)
KJ-32W730E (32V型)
- W450Eシリーズ - 2017年8月に発表された、W450Dシリーズ後継の小型ハイビジョンモデル。W500Eシリーズ同様に「チャンネルポン」や「クリアボイス」が搭載され、録画機能に「ジャンル検索予約」が追加された。

KJ-24W450E (24V型)

### 2018年春(A#F/X####F/BZ30Fシリーズ)
- A8Fシリーズ - 4K UHD・有機ELモデル。A1シリーズ同様に4K高画質プロセッサー「X1 Extreme」や音響システム「アコースティック サーフェス オーディオ」が搭載されており、倍速駆動パネル（120 Hz）が採用されている。リモコンは上部に「Hulu」・「Netflix」・「U-NEXT」・「Abema TV」・「YouTube」のダイレクトボタン、中央にHDMI経由で接続しているBDZのホーム画面を呼び出す「レコーダーホーム」ボタン、Googleアシスタント機能を呼び出す「Googleアシスタント」ボタンを新たに配置した新型となった。

KJ-65A8F (65V型)
KJ-55A8F (55V型)
- X9000Fシリーズ - X9000Eシリーズ後継の4K UHD・液晶モデル。4K高画質プロセッサーを有機ELモデル（A1シリーズ・A8Fシリーズ）と同じ「X1 Extreme」に変更され、新たにバックライトの発光エリアを高精度制御して発光時間を最適化させる「X-Motion Clarity」が搭載され、リモコンはA8Fシリーズと同じ新型となった。

KJ-65X9000F (65V型)
KJ-55X9000F (55V型)
KJ-49X9000F (49V型)
- X8500Fシリーズ - X8500Eシリーズ後継の4K UHD・液晶モデル。A8FシリーズやX9500Fシリーズ同様に、リモコンを新型に変更された。サイズバリエーションが拡大され、43V型・49V型・85V型を追加して6サイズとなった。43V型と49V型は後述のX8000Eシリーズ同様にカラーバリエーションがあり、ブラックとウォームシルバーの2色展開となっている。

KJ-85X8500F (85V型)
KJ-75X8500F (75V型)
KJ-65X8500F (65V型)
KJ-55X8500F (55V型)
KJ-49X8500F (49V型)
KJ-43X8500F (43V型)
- X7500Fシリーズ - 「4K X-Reality PRO」が搭載された4K UHD・液晶モデル。リモコンはA8F/X9000F/X8500Fシリーズと同じものが採用されている。

KJ-55X7500F (55V型)
KJ-49X7500F (49V型)
KJ-43X7500F (43V型)
- BZ35F/BZシリーズ - 「ブラビア」初となる、チューナー非搭載の法人向けモニターモデル。横置きだけでなく、縦置き（65V型以下のサイズで対応）・天吊り・傾斜設置（75V型以下のサイズで対応、43V型は縦設置時のみ対応）も可能となっている。また、信号検出による自動起動や本体キー/リモコンの使用制限などの設定を行うことが可能な「Proモード」を搭載するほか、HTML5によるソフトウェアプラットフォームも搭載されているため、ディスプレイ単体でのデジタルサイネージ運用も可能である。

FW-85BZ35F/BZ (85V型)
FW-75BZ35F/BZ (75V型)
FW-65BZ35F/BZ (65V型)
FW-55BZ35F/BZ (55V型)
FW-49BZ35F/BZ (49V型)
FW-43BZ35F/BZ (43V型)

### 2018年秋(Z#F/A#Fシリーズ)
- A9Fシリーズ - 4K UHD・有機ELフラッグシップモデル。新たに設定されたブラビアの最高峰モデル「MASTER Series」に属する。4K高画質プロセッサー「X1 Ultimate」、パネル制御技術「ピクセル コントラスト ブースター」、「アコースティック サーフェス」の進化形である3.2ch/実用最大出力(JEITA)98Wの「アコースティック サーフェス オーディオ プラス」を搭載。シアターシステムを組み合わせて本体をセンタースピーカーとして使用できる「センタースピーカーモード」に対応。Android TV 8.0 Oreo搭載、システム基板一新におけるアプリ起動時間の高速化、Googleアシスタントはテレビ本体にマイクを内蔵することによりハンズフリー検索に対応。リモコンはA8Fシリーズと同じ新型となった。

KJ-65A9F (65V型)
KJ-55A9F (55V型)
- Z9Fシリーズ - 4K UHD・液晶フラッグシップモデル。有機ELモデルのA9Fと同じく、新たに設定されたブラビアの最高峰モデル「MASTER Series」に属する。4K高画質プロセッサー「X1 Ultimate」、独自の光学設計技術で斜めから視聴した時でも正面視聴時と同等の美しい表現が可能な「X-Wide Angle（エックス ワイド アングル）」を新たに搭載。X9000Fに先行搭載された「X-Motion Clarity」も搭載されている。A9Fと同じく、Android TV 8.0 Oreo搭載、システム基板一新におけるアプリ起動時間の高速化、Googleアシスタントはテレビ本体にマイクを内蔵することによってハンズフリー検索に対応。リモコンはA8Fシリーズと同じ新型となった。

KJ-75Z9F (75V型)
KJ-65Z9F (65V型)

### 2019年(A#G/X####Gシリーズ)
- A9Gシリーズ - A9Fシリーズ後継の4K UHD・有機ELフラッグシップモデル。最高峰モデル「MASTER Series」に属する。新たにBS4K/110度CS4Kダブルチューナーが搭載され、別売りのUSBハードディスクを接続してBS4K/110度CS4K放送の裏番組録画も可能である（BS4K/110度CS4K放送の2番組同時録画は不可）。音質面では音声フォーマット「ドルビーアトモス」の再生に対応。リモコンはテレビの受光部に向けなくても操作が可能で（電源オン・オフと「チャンネルポン」を除く）、「入力切換」など使用頻度が高いボタンを中心部に配した無線リモコンとなり、UIの一新により、入力切換や設定変更が画面下部の表示となり、番組表はチャンネルの登録などのカスタマイズが可能となった。さらに、アップル社のHomekitやAirPlay 2にも対応したほか、Netflixとの共同開発によりクリエーターの意図を忠実に再現する「Netflix画質モード」が搭載された。

KJ-77A9G (77V型)
KJ-65A9G (65V型)
KJ-55A9G (55V型)
- A8Gシリーズ - A8Fシリーズ後継の4K UHD・有機ELモデル。主要機能はA8Fシリーズから踏襲されているが、スタンドが改良され、向きを前向きから後ろ向きに変えることで、前面にサウンドバーが設置可能な高い位置に変えられる2wayスタンドとなった。尚、本体アップデートにて、ドルビーアトモス、AirPlay 2、Apple HomeKitにも対応する。

KJ-65A8G (65V型)
KJ-55A8G (55V型)
- X9500Gシリーズ - 4K UHD・液晶の最上位モデル。BS4K/110度CS4Kダブルチューナーを搭載するほか、4K高画質プロセッサーに有機ELモデルの「MASTER Series（A9Fシリーズ・Z9Fシリーズ・A9Gシリーズ）と同じ「X1 Ultimate」が搭載され、「ドルビーアトモス」に対応。リモコンは無線リモコンとなり、アップルのHomeKit及びAirPlay 2に対応。「Netflix画質モード」も搭載された。また、55V型以上のモデルには画面背面上部の左右2ヶ所にサウンドポジショニングトゥイーターを備えた「アコースティック マルチ オーディオ」を、75V型と85V型は液晶フラッグシップモデルのZ9Fシリーズに搭載されている光学設計技術「X-Wide Angle」が搭載された。

KJ-85X9500G (85V型)
KJ-75X9500G (75V型)
KJ-65X9500G (65V型)
KJ-55X9500G (55V型)
KJ-49X9500G (49V型)
- X8550Gシリーズ - X8500Fシリーズ（55V型・65V型・75型）の後継となる4K UHD・液晶ミドルモデル。BS4K/110度CS4Kダブルチューナーが搭載され、音響技術はX9500Gと同じ「アコースティック マルチ オーディオ」に変更し、「ドルビーアトモス」に対応。リモコンは無線リモコンとなり、アップルのHomeKit及びAirPlay 2に対応。

KJ-75X8550G (75V型)
KJ-65X8550G (65V型)
KJ-55X8550G (55V型)
- X8500Gシリーズ - X8500Fシリーズ（43V型・49V型）の後継となる4K UHD・液晶モデル。X8550Gシリーズとの違いは、音響技術の「Acoustic Multi-Audio」が非搭載となる点のみで、他の主要機能はX8550Gシリーズに準じる。

KJ-49X8500G (49V型)
KJ-43X8500G (43V型)
- X8000Gシリーズ - X7500Fシリーズ後継の4K UHD・液晶モデル。サイズラインナップは65V型が追加され、4サイズとなった。

KJ-65X8000G (65V型)
KJ-55X8000G (55V型)
KJ-49X8000G (49V型)
KJ-43X8000G (43V型)

### 2020年(A9S/A#H/X####H/Z9Gシリーズ)
- A9S - 2020年4月に発表された、4K UHD・有機ELフラッグシップコンパクトモデル。最高峰モデル「MASTER Series」に属する。主要機能はA9Gシリーズに準じるが、有機ELパネルの発光エリアを高密度制御して発光時間を最適化することで画面の明るさを保ったまま残像感を効果的に低減する「X-Motion Clarity（エックス モーション クラリティ）」が搭載され、「Acoustic Surface Audio（アコースティック サーフェス オーディオ）」は背面に設置されている2基のアクチュエーターの間に1基のサブウーファーを挟む構成となり、テレビ本体の内蔵マイクとセンタースピーカーモードが非搭載となる。また、リモコンは後述するZ9Hと同じ新型で、自動音場補正機能も搭載される。

KJ-48A9S (48V型)
- A8Hシリーズ - A8Gシリーズ後継の4K UHD・有機ELモデル。BS4K/110度CS4Kダブルチューナーが新たに搭載されたほか、高画質プロセッサーがA9GシリーズやA9Sと同じ「X1 Ultimate」に変更され、A9S同様に「X-Motion Clarity」を搭載。スタンドは左右を入れ替えるだけで画面の高さが高くなり、サウンドバーの設置が容易になる「サウンドバースタイル」への変更が可能な2wayスタイルとなった。リモコンは後述のZ9Hと同じ新型となり、自動音場補正機能も搭載された。

KJ-65A8H (65V型)
KJ-55A8H (55V型)
- X9500Hシリーズ - X9500Gシリーズ後継の4K UHD・液晶の最上位モデル。X9500Gシリーズでは75V型のみの搭載だった光学設計「X-Wide Angle（エックス ワイド アングル）」を55V型・65V型にも拡大して搭載。スタンドは新形状となり、設置するテレビ台に応じて内側・外側の2ポジションから選択可能となった。リモコンは前述のZ9Hと同じ新型に変更、自動音場補正機能も搭載された。さらに、55V型以上のサイズでは既搭載の「Acoustic Multi-Audio（アコースティック マルチ オーディオ）」において背面上部に設置のトゥイーター（サウンドポジショニングトゥイーター）に独立駆動のアンプが搭載され、スピーカーは振動板の形状を楕円形から非線型に改良された「X-Balanced Speaker（エックス バランスド スピーカー）」を搭載。テレビ本体にマイクが内蔵され、ハンズフリーでの音声検索・操作が可能となった。なお、サイズラインナップは85V型が廃止され、4サイズとなる。

KJ-75X9500H (75V型)
KJ-65X9500H (65V型)
KJ-55X9500H (55V型)
KJ-49X9500H (49V型)
- X8550Hシリーズ - X8550Gシリーズ（55V型・65V型）の後継となる4K UHD・液晶ミドルモデル。リモコンが前述のZ9Hと同じ新型に変更された。

KJ-65X8550H (65V型)
KJ-55X8550H (55V型)
- X8500Hシリーズ - X8500Gシリーズの後継となる4K UHD・液晶ミドルモデル。X8550Hシリーズとの違いは、音響技術の「Acoustic Multi-Audio」が非搭載となる点のみで、他の主要機能はX8550Hシリーズに準じる。リモコンが前述のZ9Hと同じ新型に変更された。

KJ-49X8500H (49V型)
KJ-43X8500H (43V型)
- X8000Hシリーズ - X8000Gシリーズ後継の4K UHD・液晶スタンダードモデル。プロセッサーがX8500H/X8550Hシリーズと同じ4K高画質プロセッサー「HDR X1」に変更され、55V型以上のサイズにはX9500Hシリーズと同じ新型スピーカー「X-Balanced Speaker」が搭載された。リモコンがZ9Hと同じ新型に変更された。サイズラインナップは75V型が追加され、5サイズとなった。

KJ-75X8000H (75V型)
KJ-65X8000H (65V型)
KJ-55X8000H (55V型)
KJ-49X8000H (49V型)
KJ-43X8000H (43V型)
- Z9G/BZ - Z9Hと同時発表された8K液晶搭載の法人向けモデル。これもBZ35F/BZシリーズと同様、信号検出による自動起動や本体キー/リモコンの使用制限などの設定を行うことが可能な「Proモード」を搭載するほか、HTML5によるソフトウェアプラットフォームも搭載されているため、ディスプレイ単体でのデジタルサイネージ運用も可能。なお、BS4K/110度CS4Kチューナーは搭載されるものの、BS8Kチューナーは非搭載となる。

KJ-98Z9G/BZ (98V型)

### 2021年(A##J/X##J/BZ##Jシリーズ)
上位モデルにプロセッサー「XR」搭載。XR搭載モデルには「BRAVIA XR」のブランド名が付与された。BRAVIA COREに対応。HDMI 2.1規格入力端子搭載。
- A90Jシリーズ（ブラビアXR） - A9Gシリーズ後継の4K UHD・有機ELフラッグシップモデル。最高峰モデル「MASTER Series」に属する。映像と音を両方で処理するプロセッサー「XR」の搭載により、画質面では色再現領域が拡大された「XR Triluminos PRO（XR トリルミナス プロ）」、階調を滑らかにする「XR Smoothing」、パネル表面の温度分布を検知する温度センサーとアルミ製放熱用インナーシートを組み合わせた有機ELパネルを採用した高輝度技術「XR OLED Contrast Pro（XR OLED コントラスト プロ）」、オブジェクト型の映像処理に「XR」による横断的な分析・処理が加わった「XR HDR Remaster」、高精度なデバイスの発光制御を行う「XR Motion Clarity」、視聴環境の明るさと色温度をリアルタイムに検出して画像を自動で最適化する「環境光センサー」で構成された「XR Picture」、音質面では左右方向に加えて高さ方向にも拡げ、モノラル音源を除くあらゆる音源を5.1.2chにアップスケールする「3D Surround Upscaling（3D サウランド アップスケーリング）」、人の声の特徴を検出して的確に母音・子音の違いを認識してそれぞれ適切に強調するアルゴリズムを加えた「ボイスズーム2」、視聴位置や部屋環境の影響で変化した音バランスを補正する「自動音場補正」で構成された「XR Sound」となった。HDMI3入力端子はHDMI 2.1規格でサポートされる4K/120fps、eARC、VRR、ALLMに対応した（VRRはソフトウェアアップデートにて対応、4K/120fps・VRR・ALLMはHDMI4入力端子も対応）。リモコンは「ネット動画」ボタンに「Prime Video」と「TSUTAYA」が追加され、「アプリ」は「My BRAVIA」に変更、「ABEMA」は「U-NEXT」の下へ移動された。チューナーがトリプルチューナーとなったことで、別売りのUSBハードディスクと接続して4K放送を含めた2番組を同時に録画しながら別番組の視聴が可能となった。スタンドの形状が一新され、55V型と65V型はスタンドの取付位置を変えることでサウンドバーをテレビの下に収めることが可能サウンドバースタイルとなる2-wayスタンド、83V型（A9Gシリーズの77V型からサイズアップ）はサウンドバースタイルだけでなく、スタンドの位置を内側・外側に変更可能な3-Wayスタンドなる。

XRJ-83A90J (83V型)
XRJ-65A90J (65V型)
XRJ-55A90J (55V型)
- A80Jシリーズ（ブラビアXR） - A8Hシリーズ後継の4K UHD・有機ELモデル。A90Jシリーズ同様にプロセッサー「XR」を搭載。「XR Picture」は高輝度技術が発光制御を行う「XR OLED Contrast」となり、「XR Sound」は「Acoustic Surface Audio+」が2つのアクチュエーターとそれを挟むように配置した前向きサブウーファーの構成となる点以外はA90Jシリーズと同じ機能が備わる。リモコンはA90Jシリーズと同型となり、「ネット動画」ボタンは「Prime Video」と「My BRAVIA」を追加、「ABEMA」は「U-NEXT」の下に移動した。チューナーはトリプルチューナーとなり、HDMI3入力端子はHDMI 2.1規格でサポートされる4K/120fps、eARC、VRR、ALLMに対応（VRRはソフトウェアアップデートにて対応、4K/120fps・VRR・ALLMはHDMI4入力端子も対応）。スタンドはA8Hシリーズでのサウンドバースタイルに加え、スタンドの位置を外側と内側に変えられる3-Wayスタンドとなった。

XRJ-77A80J (77V型)
XRJ-65A80J (65V型)
XRJ-55A80J (55V型)
- X95Jシリーズ（ブラビアXR） - X9500Hシリーズ後継の4K UHD・液晶の最上位モデル。有機ELモデルのA90Jシリーズ・A80Jシリーズ同様にプロセッサー「XR」を搭載。「XR Picture」は「XR Triluminos Pro」、「XR Smoothing」、「XR HDR Remaster」、「XR Motion Clarity」に、映像の暗い部分の電流を明るい部分に集中させる高輝度技術「XR Contrast Booster 10」、X9500Hシリーズから継続搭載される広視野角設計の「X-Wide Angle（エックス ワイド アングル）」に加え、75V型以上のサイズには低反射素材を用いた「X-Anti Reflection（エックス アンチ リフレクション）」が新たに採用された。「XR Sound」は「3D Surround Upscaling」、「ボイスズーム2」に、画面背面にサブウーファーを搭載して強化された「Acoustic Multi-Audio」で構成され、X9500Hシリーズで搭載済みの自動音場補正は部屋環境に加えて視聴位置にも対応した。リモコンは有機ELモデルのA80Jシリーズ同様に「ネット動画」ボタンの種類を増やした新型となり、HDMI3入力端子はHDMI 2.1規格でサポートされる4K/120fps、eARC、VRR、ALLMに対応（VRRはソフトウェアアップデートにて対応、4K/120fps・VRR・ALLMはHDMI4入力端子も対応）。チューナーはトリプルチューナーとなった。スタンドは新形状となり、サウンドバーをテレビの下に収めることが可能なサウンドバースタイルも可能な3-Wayスタンドとなった（65V型はスタンド外側とサウンドバースタイルの2-Wayスタンド）。サイズバリーションは49V型と55V型を廃止する替わりに85V型を追加し、大画面を中心としたラインナップとなった。

XRJ-85X95J (85V型)
XRJ-75X95J (75V型)
XRJ-65X95J (65V型)
- X90Jシリーズ（ブラビアXR） - X9000Fシリーズ後継の4K UHD・液晶上位モデル。X95Jシリーズ同様にプロセッサー「XR」を搭載。「XR Picture」は「X-Anti Reflection」と「X-Wide Angle」が非搭載となり、高輝度技術の「XR Contrast Booster」が「XR Contrast Booster 5」にスペックダウンされ、「XR Sound」は「Acoustic Multi-Audio」がX9500Hシリーズと同じサウンドポジショニングトゥイーター+「X-Balanced Speaker」の構成となる点以外はX95Jシリーズと同じ機能が備わる。リモコンは有機ELモデルのA90Jシリーズと同型となり、HDMI3入力端子はHDMI 2.1規格でサポートされる4K/120fps、eARC、VRR、ALLMに対応（VRRはソフトウェアアップデートにて対応、4K/120fps・VRR・ALLMはHDMI4入力端子も対応）。チューナーはトリプルチューナーとなった。画面とベゼルの段差をなくした「Flush Sarface（フラッシュ サーフェス）」が採用され、スタンドの形状が変わり、55V型以上は左右を入れ替えるだけでスタンドの位置を外側・内側に変更可能な2-Wayスタンドとなった。サイズラインナップはX9000Fシリーズの49V型を50V型に変え、新たに75V型を追加して4サイズとなった。

XRJ-75X90J (75V型)
XRJ-65X90J (65V型)
XRJ-55X90J (55V型)
XRJ-50X90J (50V型)
- X85Jシリーズ - X8550HおよびX8500Hシリーズ後継の4K UHD・液晶ミドルモデル。画質面では既存の「トリルミナスディスプレイ」に新アルゴリズムを追加することで彩度・色相・明度を3次元で検出し、より細部まで忠実な色の再現を可能にした「TRILUMINOS PRO（トリルミナス プロ）」へ強化。音質面ではX90Jシリーズと同じ「X-Balanced Speaker」が採用され、設置環境によって受けた影響を音声のバランスを調整して補正する自動音場補正（部屋環境補正）が新たに搭載された。リモコンはX95Jシリーズ同様に「ネット動画」ボタンの種類を増やした新型に、チューナーはトリプルチューナーとなり、HDMI3入力端子はHDMI 2.1規格でサポートされる4K/120fps、eARC、VRR、ALLMに対応（VRRはソフトウェアアップデートにて対応、4K/120fps・VRR・ALLMはHDMI4入力端子も対応）した。サイズラインナップはX8500Hシリーズの49V型が50V型となり、新たに75V型を追加して5サイズとなった。

KJ-75X85J (75V型)
KJ-65X85J (65V型)
KJ-55X85J (55V型)
KJ-50X85J (50V型)
KJ-43X85J (43V型)
- X80Jシリーズ - X8000Hシリーズ後継の4K UHD・液晶スタンダードモデル。X85Jシリーズ同様、画質面は「トリルミナスディスプレイ」を「TRILUMINOS PRO」へ強化。音質面では自動音場補正（部屋環境補正）が新たに搭載された。リモコンはX85Jシリーズ・X95Jシリーズ同様に「ネット動画」ボタンの種類を増やした新型に、チューナーはトリプルチューナーとなり、HDMI 2.1規格でサポートされるeARCに対応。X8000Hシリーズでは55V型以上のみだった「X-Balanced Speaker」が全サイズに搭載された。サイズラインナップはX8000Hシリーズの49V型が50V型となり、75V型を廃止したことで4サイズとなった。

KJ-65X80J (65V型)
KJ-55X80J (55V型)
KJ-50X80J (50V型)
KJ-43X80J (43V型)
- BZ40J/BZシリーズ- 法人向け4K UHDモニターのフラッグシップモデル（チューナー非搭載）で、一般用（民生用）も含めたブラビア内で最大サイズとなる100V型のみの設定。法人向けモニターで初となるプロセッサー「XR」を搭載しており、「XR Picture」は「XR Triluminos Pro」、「XR Smoothing」、「XR Contrast Booster 5」、「XR HDR Remaster」、「XR 4K Upscaling」、「XR Super Resolution」、「XR Motion Clarity」を搭載。音質面では「ドルビーアトモス」への対応に加え、「3D Sorround Upscaling」によりモノラル音源を除く「ドルビーアトモス」以外のコンテンツでも立体音響が可能となる。「SONY」ロゴを側面に配置し、ベゼルは上下左右すべての幅を均等としており、背面には移動や設置に役立つキャリーハンドルが設けられている。

FW-100BZ40J/BZ (100V型)
- BZ35J/BZシリーズ - 法人向け4K UHDモニターのスタンダードモデル（チューナー非搭載）。BZ35F/BZシリーズで採用されていた「トリルミナスディスプレイ」は独自のアルゴリズムを用いて彩度・色相・明度を三次元で検出して色再現領域を拡げた「TRILUMINOS PRO」へ強化。音質面ではBZ40H/BZシリーズにも採用されている「X-Blanced Speaker」、デジタルアンプ「S-Master」、音質特性補正機能「Clear Phase」が搭載され、「ドルビーアトモス」に対応。画面とベゼルの段差をなくし、ベゼルの存在感を最小限に抑える「Flush Surface」が採用され、「SONY」ロゴを目立たないように側面の位置に配置。電源周りをすっきりさせるためにACアダプターがレス化され、全ての入出力端子を側面に集約して配置された。

FW-50BZ35J/BZ (50V型)
FW-43BZ35J/BZ (43V型)
- BZ30J/BZシリーズ - 法人向け4K UHDモニターのエントリーモデル（チューナー非搭載）。倍速駆動パネルや「モーションフローXR240」が非搭載となる点と「Flush Surface」が非採用となる点を除いてはBZ35J/BZシリーズと共通。

FW-65BZ30J/BZ (65V型)
FW-55BZ30J/BZ (55V型)
FW-50BZ30J/BZ (50V型)
FW-43BZ30J/BZ (43V型)

### 2022年(A##K/X##K/X##WK/BZ30J1シリーズ)
別売の「BRAVIA CAM」に初対応。
- A95Kシリーズ（ブラビアXR） - A90Jシリーズ後継の4K UHD・有機ELフラッグシップモデル。最高峰モデル「MASTER Series」に属する。赤・緑・青がそれぞれ独立して発光する有機ELパネル「QD-OLED」が採用され、「XR Triluminos Pro（XR トリルミナス プロ）」は色再現領域の拡大により、色鮮やかな色をより繊細に再現可能となった「XR Triluminos Max（XR トリルミナス マックス）」へと進化。音質面ではQD-OLEDパネルの搭載に伴いアクチュエーターが過去モデルと比べて改良されている。また、ソニー製の対応ホームシアターシステムやサウンドバーと接続したときにテレビがセンタースピーカーとして働く「Acoustic Center Sync（アコースティック センター シンク）」に対応し、他社製AVアンプのセンタースピーカー出力と接続するセンタースピーカーモードにも対応している。ソニー・ピクチャーズとの連携によるブラビアXR専用のコンテンツサービス「BRAVIA CORE」には家庭での映画視聴に合わせて画質を自動的に調整する専用画質モードが搭載された。リモコンは「ネット動画」ボタンの「TSUTAYA」が「Disney+」に変更され、「Googleアシスタント」ボタン右側にあった「レコーダーホーム」ボタンが「チャンネル」ボタンの下へ移動となり、新たに「操作/録画」ボタンが追加された。また、専用カメラ「BRAVIA CAM（ブラビア カム）」に対応しているが、本モデルでは標準で同梱され、カメラを画面上部に装着することで、自動画音質調整・ビデオチャット（Google Duo対応）・ジェスチャーコントロール・近すぎアラート・自動省電力モードが利用可能となる（ビデオチャット以外の機能はソフトウェアアップデートにより対応予定）。スタンドは設置場所に応じて正面視でスタンドが見えない「フロントポジションスタイル」と壁寄せ設置が可能な「バックポジションスタイル」の2通りの設置が可能な「デュアルスタイル」とした。

XRJ-65A95K (65V型)
XRJ-55A95K (55V型)
- A80Kシリーズ（ブラビアXR） - A80Jシリーズ後継の4K UHD・有機ELモデル。「XR Contrast」の高輝度技術が温度センサーを内蔵した「XR OLED Contrast Pro」へ強化。リモコンはA95Kシリーズ同様に「ネット動画」ボタンの「TSUTAYA」が「Disney+」へ置き換わり、「Googleアシスタント」ボタン右側にあった「レコーダーホーム」ボタンが「チャンネル」ボタンの下へ移動となり、新たに「操作/録画」ボタンを追加。別売の専用カメラ「BRAVIA CAM」との連携に対応した。

XRJ-77A80K (77V型)
XRJ-65A80K (65V型)
XRJ-55A80K (55V型)
- X95Kシリーズ（ブラビアXR） - X95Jシリーズ後継の4K UHD・液晶の最上位モデル。LEDバックライトがX95Jシリーズに搭載の直下型に比べて約100分の1の大きさで高密度化したMini LEDとなり、バックライト制御技術として「XR Backlight Master Drive（XR バックライト マスター ドライブ）」を搭載。高輝度技術「XR Contrast Booster」はX95Jシリーズの"10"から"15"に向上。視聴環境の明るさと色温度をリアルタイムで検出して色表現を自動で最適化する「環境光センサー」が搭載された。音響技術「Acoustic Multi-Audio」は背面のサブウーファーをX95Jシリーズのサウンドポジショニング トゥイーター間の中央に配置された1基からスピーカーの真上左右に配置した2基に増やしたことで重低音を強化。リモコンは有機ELモデルのA95Kシリーズ・A80Kシリーズ同様に「ネット動画」ボタンの「TSUTAYA」が「Disney+」へ置き換わり、「Googleアシスタント」ボタン右側にあった「レコーダーホーム」ボタンが「チャンネル」ボタンの下へ移動となり、新たに「操作/録画」ボタンを追加。別売の専用カメラ「BRAVIA CAM」との連携に対応した。

XRJ-85X95K (85V型)
XRJ-75X95K (75V型)
XRJ-65X95K (65V型)
- X80Kシリーズ - X80Jシリーズ後継の4K UHD・液晶スタンダードモデル。X85Kシリーズ同様に、ハンズフリーでの音声操作・検索が可能となったほか、リモコンはX95Kシリーズ・X90Kシリーズ・X85Kシリーズ同様に「ネット動画」ボタンの「TSUTAYA」が「Disney+」へ置き換わり、「Googleアシスタント」ボタン右側にあった「レコーダーホーム」ボタンが「チャンネル」ボタンの下へ移動となり、新たに「操作/録画」ボタンを追加。別売の専用カメラ「BRAVIA CAM」との連携に対応した（自動画音質調整機能は非対応）。サイズラインナップはX8000Hシリーズ以来となる75V型が復活し、5サイズとなった。

KJ-75X80K (75V型)
KJ-65X80K (65V型)
KJ-55X80K (55V型)
KJ-50X80K (50V型)
KJ-43X80K (43V型)
- X80WKシリーズ - 4K UHD・液晶スタンダードモデル。ハンズフリー音声操作・検索が省かれる点以外はX80Kシリーズに準じる。

KJ-75X80WK (75V型)
KJ-65X80WK (65V型)
KJ-55X80WK (55V型)
KJ-50X80WK (50V型)
KJ-43X80WK (43V型)
- BZ30J1/BZ - 55BZ30J/BZのマイナーチェンジモデル。性能や機能は55BZ30J/BZと同じである。

FW-55BZ30J1/BZ (55V型)

### 2023年(A##L/X##Lシリーズ)
省電力関連機能を1ヶ所に集約してホーム画面から直接アクセス可能な「ECOメニュー」や、ゲームモード時に「操作/録画」ボタンを押すことで画面下部に設定画面が表示され、VRR/残像低減/クロスヘアなどの調整が可能な「ゲームメニュー」が搭載された。映像のフレームごとに細かく分析を行うことで放送波や低解像度のコンテンツに発生するノイズや速い動きのノイズを除去する「XR Clear Image（XR クリアイメージ）」を採用（ソフトウェアアップデートにて対応）。
- A80Lシリーズ（ブラビアXR） - A80Kシリーズ後継の4K UHD・有機ELモデル。前モデルと比べて輝度がアップ。

XRJ-77A80L (77V型)
XRJ-65A80L (65V型)
XRJ-55A80L (55V型)
- X95Lシリーズ（ブラビアXR） - X95Kシリーズ後継の4K UHD・液晶の最上位モデル。高輝度技術「XR Contrast Booster（XR コントラスト ブースター）」はX95Kシリーズの"15"から"20"に向上され、「XR Clear Image」を搭載。音響技術「Acoustic Multi-Audio」はトゥイーターをX95Kシリーズの画面裏からフレーム裏に移動し、フレーム自体を振動させることで高音域の音をダイレクトに届くように改良された「Acoustic Multi-Audio +（アコースティック マルチ オーディオ プラス）」へ強化。A80Lシリーズ同様に「エコメニュー」や「ゲームメニュー」も搭載された。

XRJ-85X95L (85V型)
XRJ-75X95L (75V型)
XRJ-65X95L (65V型)
- X85Lシリーズ（ブラビアXR） - X85Lシリーズ後継の4K UHD・液晶ミドルモデル。LEDバックライトを液晶パネル下に配置し、映像全体を小さなブロックに分け、明るいシーンのみ点灯するように制御することでコントラストを高める直下型LED部分駆動を搭載し、バックライトオン/オフ技術はLEDバックライトの発光をエリアごとに高精度に制御して発光時間を最適化することで画面の明るさを保持したままで残像感を低減する「X-Motion Clarity（エックス モーション クラリティー）」に変更。X85Kシリーズでは対応していなかったコンテンツサービス「BRAVIA CORE」に対応。A80L・X95L・X90Lシリーズ同様に「エコメニュー」や「ゲームメニュー」も搭載された。サイズラインナップは43V型と50V型が無くなる替わりに65V型が追加された。

XRJ-65X85L (65V型)
XRJ-55X85L (65V型)

## 稲沢モデル
BRAVIAは、店頭でメーカーの「稲沢産」というPOPがついている。BRAVIAの設計、一部電子部品の製造、製品の組み立て、検査、梱包などは、愛知県稲沢市にあるソニーグローバルマニュファクチャリング&オペレーションズ株式会社稲沢サイト（旧ソニー稲沢株式会社）で行われている（そこは、かつてソニーが誇った独自技術であるトリニトロン方式のブラウン管の主力製造工場だったことで知られる）。
しかしながら、シャープの「亀山モデル」とは違い、ソニーの場合は液晶テレビの重要デバイスであるアモルファスTFT液晶ディスプレイパネルをS-LCDなどの海外や、堺市の堺ディスプレイプロダクトで生産している。S-LCDはサムスン電子とソニーの合弁会社であり、堺ディスプレイプロダクトはシャープが約46%出資して、ソニーが約7%出資している会社である。そこで生産されているパネルはサムスン電子もしくはシャープの基礎技術がベースとなっている。
なお、Aシリーズ、Eシリーズのリアプロに関しては、SXRDパネル・透過型液晶パネルの生産はソニーセミコンダクタ九州熊本テック、セット組み立てはソニーEMCS一宮テックでソニー独自の手によって行われている。
欧州向けはスペインのバルセロナ、スロバキアのニトラ、米州向けはメキシコのティフアナなどでも製造している。

## CMソング
- 2005年～2006年まではジョン・レジェンドや渡辺美里がカヴァーした「What a Wonderful World（この素晴らしき世界）」を使用した（オリジナルはルイ・アームストロング）。
- 2006年～2007年にかけては、Bajune Tobetaによるボサノバとサンバを融合した曲「太陽の色 FEAT.サイゲンジ」が使用された。

## 以前のブランド

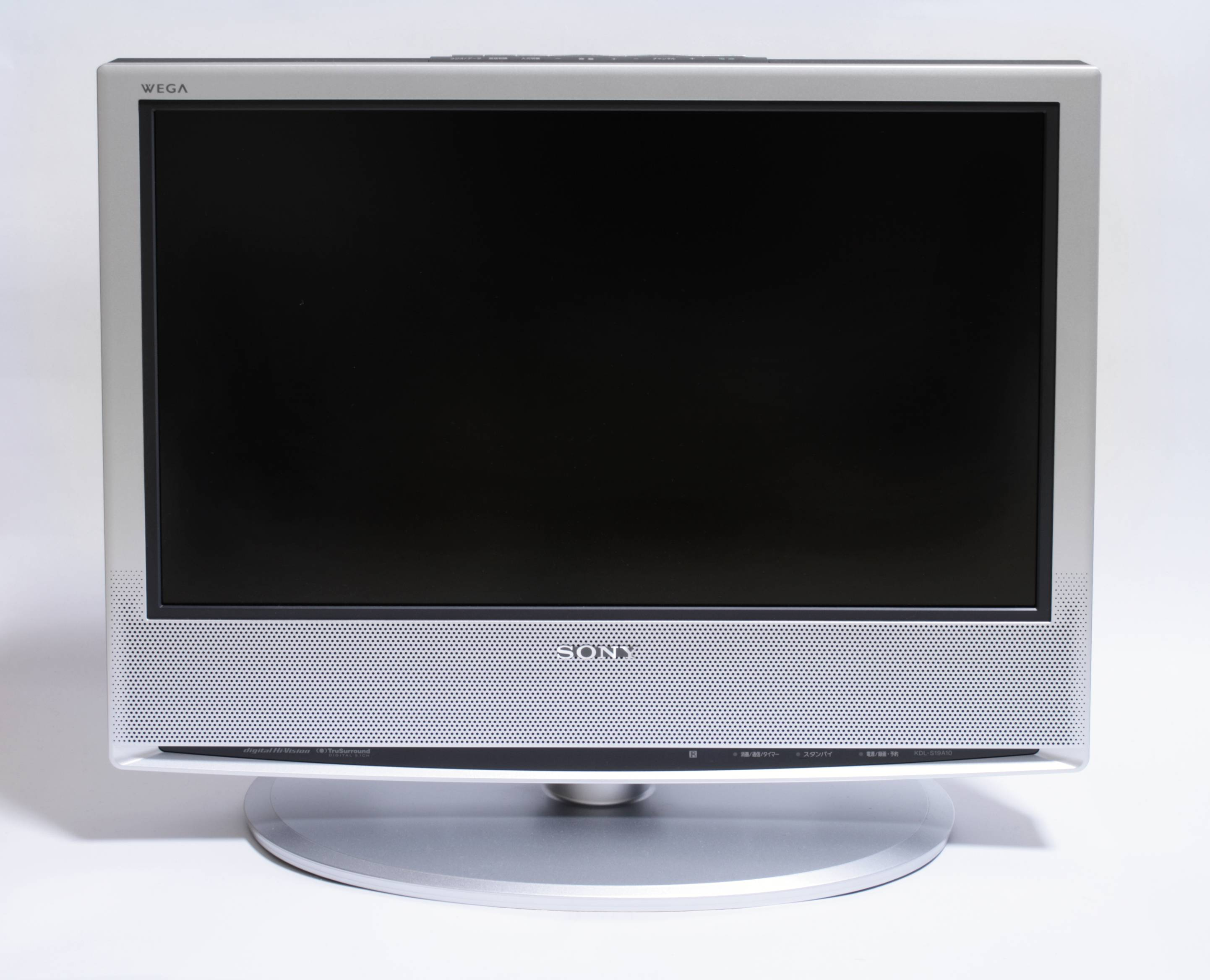
ハッピー〈ベガ〉(KDL-S19A10)

WEGA（ベガ）
ブラウン管テレビでは最後まで使用されていた。
KIRARA BASSO（キララ・バッソ）
1991年に登場。「WEGA」の登場までは主力ブランドだった。キララは輝く様な高画質を、バッソはイタリア語で低音を意味している。従来のトリニトロンブラウン管より平坦な「スーパートリニトロン管」を採用し、ブラウン管フレームと一体になった高音質スピーカー「バッソ・スピーカー」や、「ふしぎリモコン」と呼ばれるジョグダイヤル式のリモコンが付属していた点が特徴だった。初期の頃のCMにはマイケル・ジャクソンが出演。激しいダンスを披露し、視聴者に強いインパクトを与えた。
PROFEEL STAR（プロフィール・スター）
1985年に登場。高画質・高音質・高機能を両立させ、「キララバッソ」の発売までソニーの最高級カラーテレビとして（クリアビジョン(EDTV)対応のED1/ED2シリーズの販売期間を除く）の役割を担った。後期型ではドルビーサラウンドシステムやBOSE製スピーカーを搭載するなど、特に音質面でのこだわりが見られた。
なお、「プロフィール・スター」と同時期に展開された大型カラーテレビ（カタログでは「ファミリーステレオテレビ」と表記された）のブランド名称は、年代別に「L.AND（ランド）」（1985年 - 1987年）「ゆとりにとろん」（1988年 - 1991年）「ドラマゾーン」（1989年 - 1991年）となる。
ジャンボ・ジェットセンサー
1978年に登場。当時最大級の27インチブラウン管を用いたテレビであった。価格も家庭用テレビジョンとしては最大級でありソニーのフラッグシップという位置づけであった。テレビCMには飛行機が用いられていた。

## 競争他社製品

### 現在生産中
- VIERA（パナソニック）
- AQUOS（シャープ）
- REGZA（東芝→東芝映像ソリューション→TVS REGZA(ハイセンス傘下)）
- INFINIA・CINEMA 3D・LG SIGNATURE OLED TV・LG OLED TV・LG Nano Cell TV - LGエレクトロニクス

### 生産・販売より撤退
- KURO、ELITE（パイオニア）
- EXE（日本ビクター）
- REAL（三菱電機）
- VIZON、CAPUJO（三洋電機）
- Wooo（日立製作所→日立コンシューマエレクトロニクス)

23V型以下の日立リビングサプライ扱いのものは松下電器のOEMである（ブラウン管は三菱電機OEM）。これはWoooを名乗っていない（デザイン・外観・機能は松下ビエラと全く同じ）。
- Plasmavision、AVIAMO（富士通ゼネラル)

## BRAVIAケータイ（→BRAVIA Phone）
ソニー・エリクソン・モバイルコミュニケーションズがNTTドコモ向け、およびKDDI／沖縄セルラー電話の各auブランド向けに販売している携帯電話。
- NTTドコモ向け
  - SO903iTV
  - SO906i
- au（KDDI／沖縄セルラー電話）向け
  - BRAVIA Phone U1（SOY02）
  - BRAVIA Phone S004
  - BRAVIA Phone S005

競合他社製品として、シャープのAQUOSケータイ、日立のWoooケータイ、パナソニックのVIERAケータイ、東芝（→富士通東芝MC）のREGZAケータイ（→REGZA Phone）などがあげられる。